# مكانة المرأة الفرنسية في الحياة السياسية
مكانة المرأة في السياسة في فرنسا. تطورت على مر القرون. ففي العصور الوسطى، عدد كبير من النساء تمكّنوا من العمل في بعض الوظائف الهامة وتقلد مناصب في السلطة، لقد تغير وضعهنّ عمّا كان في النظام القديم: القوانين السائدة التي تحيط بخلافة أبناء فيليب الرابع تنص بحكم القانون الوضعي الديني بأنّ النساء لهنّ أدوار غير سياسية. ثم تظهر مرحلة من التحرر التي بدأت بالمطالب الأولى للثورة مع أوليمب دو غوج وآن جوزاف ترواين دو ميريكور، حتى إلى نهاية القرن التاسع عشر وبداية القرن العشرين مع لويز فايس حتى إلى وضع أكثر عصرنة، في دولة لا تزال تعاني من عدم المساواة ،مثل سيمون دي بوفوار وفرانسواز جيرو.
الكلمة نفسها (نسوية) تُنسب خطأ إلى شارل فورييه بقلم' لويس ديفانس'  (الذي لم يستشهد بمصدره) صاغها طبيب فرنسي يُدعى فرديناند فالير فانو دي لا كور ، في عمل طبي يرجع تاريخه إلى عام 1871 بعنوان النسوية والطفولة بين مرضى السل،  ·  · ، لكن أول ناشطة سياسية استعملته هي إيبارتين أوكلار في عام 1882.

## المرأة والسلطة في العصور الوسطى
في العصور الوسطى ، كانت المرأة المتزوجة تتمتع بحقوق متقدمة وتلعب أدوار هامة. وبالتالي، يمكنهن وراثة حصتها من قطعة الأرض وإدارة الإقطاع عندما يكون الزوج غائبًا ويمكنهن الذهاب إلى المحكمة.
المحامي فليب دو بومانوار كتب كتب ملاحظة «المرأة لا يكمن أن تبق بدون مهر». كريستين دي بيزان في كتابها الفضائل الثلاث كتبت "لأن الفرسان والمرابطين والسادة يذهبون في رحلات ويتبعون الحروب، يليق بالزوجات أن تكنّ حكيمات ولوات حكم رشيد وأن يرينّ بوضوح في كل ما يجب فعله ".
في عام 1401 م (القرن الثالث عشر) في كتابها رومان الوردة تهاجم كراهية النساء. نساء مثل دلفين دو صابرو  في بروفنس أو غابرييل دي لا يريمواي (التي تدير حسابات أراضيها وتنظم الدفاع عن جزيرة نوار موتيي) يسيرن بالحق.
النساء يرثن بصفة عامة وعادية الإقطاع إذا لم يكن لديهن أي أحفاد أو تحت شروط وبنود معينة في عقد زواجها: كذلك أيضا، إليانور آكيتيان هي دوقة قبل زواجها بلويس السابع واحتفظت بهذا اللقب عند زواجها من بهنري الثاني ملك إنجلترا؛ يمكننا أيضا الحديث عن أرمونقارد الناربونية أو آن دوقة بريتاني. وليام الفاتح يفرض على زوجته ماتيلدا من فلاندرز المسؤولية في غيابه (سواء في فرنسا أو في إنجلترا).
حتى إلى القرن التاسع، كان الزواج مسألة تتعلق بالقانون الخاص. بقيادة لويس الأول (الملك من 814 إلى 840)، حتى تحول ملوك فرنك إلى الزواج الأحادي، بدافع الاهتمام الديني ومعارضة عادات البرابرة. في القرن الحادي عشر، ينهي الإصلاح الغريغوري هذا للزواج.

## «اختراع» لقانون ساليك تحت شارل الخامس

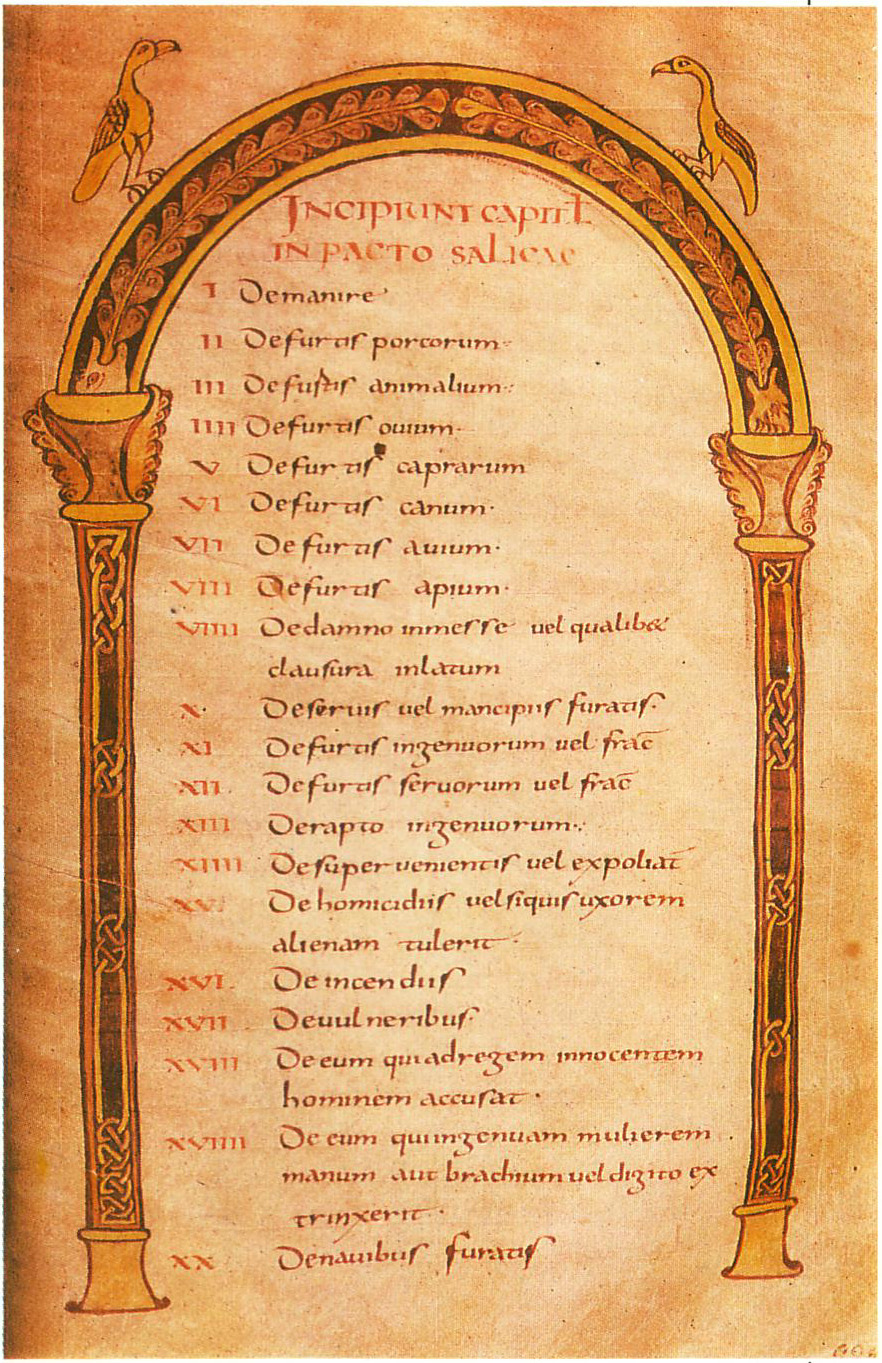
رق مخطوطة نسخة من القرن الثامن لقانون ساليك. باريس، المكتبة الوطنية الفرنسية.

إنها دواعي سياسية ضد المرأة لقيت عدة انتقادات، التي حفزت الرجال النبلاء لمملكة فرنسا لاستثناء المرأة من العرش: في الواقع، وفقا للتعابير، لا ينبغي لهذه «يقع انس للنسوة».
وراثة فيليب الرابع للمُلك، توفي في سنة 1314، في عهده سادت الفوضى: ولويس العاشر ملك سنتين فقط ولم يُذكر له سوء، منذ ذلك الوقت أوغو كابيه، وراثة عرش فرنسا لم يكن يطرح مشكلة، نظرا لستمرار وجود وريث ذكر المباشر. لويس العاشر له ابن، جان (الذي يدعونه جان الأول)، ولكنه لم يولد بعد. ننتظر، فيليب، أخ لويس العاشر، أصبح وصيا لمملكة فرنسا، يقف موقف استعداد لضمان غالبية مستقبل جان الأول. على الرغم من أنّ هذا الأخير ولد ميتا، ونحن نتوجه إذا نحو طفل آخر للويس العاشر، جين، طفلة. فيليب، بحجة شبابه والشك بصرف النظرعلى أنه ابن شرعي نرجع إلى أحداث ريمس، وفجائية الأحداث التي أُجري تتويج ملك في كاتدرائية ريمس، تحت الحراسة في كانون الثاني 1317. جان إذا ليست مخلوعة لأنها فتاة، جامعة باريس تعلن في 3 فبراير 1317 «فليب في وضع أفضل من جين لأنه تم فصله من سانت لويس من قبل اثنين فقط ضد ثلاثة لابنة أخيه». أيضا، إذا كانت أي امرأة تصبح «ملك فرنسا»، منهن بعضهن تولين إمارات وماوو الأرتوانية بإعتبار الكونتيسة (قبلها، يمكن أن نشير إلىإليانور آكيتيان، دوقة)؛ أيضا، زوجة فيليب الرابع كانت ملكة نافار تحث اسم جوفانا الأولى ولويس الرابع عشر قد اصدر توقيف خلافة مملكة بواتييه موضحا أن «المرأة يجب أن تورث على حد سواء وتكون خليفة جيدة وخليفة للأب من الذي كانت نائبته وتُنزل في الزواج الملكي مثل الذكور».
العجوز عمة فيليب الرابع، أغنيس فرنسا (Agnès de France (1260-1325 تدعوا (États généraux de 1317) عند فيليب الخامس، وتمكنت من تفسير لصالح العرف، المجلس يؤكد ويؤيد مجيئه على حساب ابنة لويس العاشر، جين. إنها تضفي الشرعية على حقها في تاج فرنسا على حساب المرأة على هذه الأخيرة. لم نتحدث بعد عن القانون ساليك، ولكن هذا الحكم القانوني هو الخطوة الأولى نحو الإقصاء القانوني للمرأة من عرش فرنسا.
فيليب الخامس توفي في 1322، ليس لديه وريث ذكر (ولكن أربع بنات). يتم تطبيق المبادئ ثم في 1317. تشارل، الشقيق الأصغر للويس وفيليب، أصبح ملكا تحت اسم تشارل الرابع لكنه توفي في 1328. ليس لديه إلا ابنة. ليس لديه إذا وريث ذكر بين أبناء فيليب الوسيم،
وبالنظر إلى لأحكام 1317 المتعلقة بالمرأة، مسألة الخلافة تطرح من جديد. يجب ترسيخ مرة أخرى بقوة مبدأ لعدم امكانية النساء الوصول إلى العرش لأن ملك إنجلترا إدوارد الثالث (ابن الملك إدوارد الثاني، زوج إيزابيلا من فرنسا، ابنة فيليب الرابع) يطرح الآن الوريث الشرعي للعرش. ملك إنجلترا هي من فرع الأنثوي، التاج الفرنسي يقع إذا لابن عم من عائلة فالوا، الذي يصبح فيليب السادس (نركز إذا على العبارة اللاتينية لا أحد يعطي ما لديه: «لا أحد يرسل ما ليس لديه»). إدوارد تخلى إذا ويأدي اليمين في عام بعدها.
ويستند أيضا على القانون الروماني، بما فيه Digeste du Corpus iuris civilis؛ الذي يستثني المرأة من المناصب العامة،
و نبحث عن نصوص من بداية الحكم الملكي الإفرنجي. خلافا لعرش إنجليرا، التي لديها قواعد ثابتة، توارث الخلافة تقدم وفقا لتقاليد للعرف، منذ عهد أوغو كابيه حتى إلى دولة سنة 1317. نبرر إذًا هذا الاستباد بنصوص عفا عليها الزمن، يعود تاريخها إلى الفرنجة الساليون فرنسيين الساليون (حوالي 507 و 511): لا تحمل أي شيء ينظر اليه مع خلافة المملكة، ولكن عن جلب القوانين العرفية البربرية وأحكام الميراث: وفقا لمقال من هذا النص، المرأة لا يمكنها أن تترك تسيير وريث قطعة أرض (الفقرة الأخيرة من المادة 62)، الملكية الخاصة، ملاحظة «أرض ساليك، أي جزء من الميراث سيذهب إلى امرأة، ولكن عنما كل الميراث ينتقل إلى الذكور»)..... مع أنه، مدة الحكم من 575 للملك شلبريك، لاحظ أنه في حالة عدم وجود وريث ذكر، يمكن للمرأة أن ترث ولديها نفس الحقوق التي يتمتع بها الرجال وتحول أنظمة القانون من قبل شارلمان في ليكس ساليكا كارولينا، اُنسي مضمون هذه القواعد للاتحفاظ بالرابط التاريخي وقديم فرنسا. المخطوطة سُلط الضوء عليها في مكتبة سانت دينيس، من قبل الكاتب المؤرخ ريشار ليسكو، وبطريقة أو بأخرى محرفة ومبالغ في تفسيرها لتبرير استبعاد النساء في الخلافة الملكية. جان جوفونال مستشار الملك شارل السابع، إكمال هذا المنطق بالقول إن «الملكات زوجات الملوك هن مقدسات إلا سحر وبالتالي فهي قادرة على شفاء ملك الجان»، وذلك لمواصلة tradition thaumaturgique لملوك فرنسا. وأيضا للعب على النصوص، قانون ساليك يضع ويُرسي أوامر في نظر الملكية الفرنسية حتى آخر ملوك فرنسا،
فيليب الأول، في عام 1848. مستقبل هنري الرابع يُطالب قانونيا من قانون ساليك لتأكيد حقه في عرش فرنسا، بعد وفاة هنري الثالث. هذا لا يمنع بعض النساء لأخذ منصب أميرة، مثل آن دوقة بريتاني ملكة زوجة ملك بين 1488 و 1514.

## وصاية على العرش
بعض النساء وصلن ولكن لوصاية المملكة: في الواقع، لا يوجد قانون صارم يُؤطر هذا داخل lois fondamentales du royaume de France
. بارترايد دو لو (بارترايد دو لو) لديها تأثير قوي على أبنائها (مستقبل شارلمان وكارلومان الأول). آن الكييفية وصية على العرش لصالح فيليب الأول. قبل وفاته، اختار لويس الثامن بلانكا من قشتالة لضمان وصايه لويس التاسع في سنة 1226؛ هاته اُعطيت وصاية المملكة في عام1248. عندما ذهب إلى الحرب الصليبية إلى الأرض المقدسة. شارل السادس يجري جنون، زوجته إيزابو البافارية ترأس مجلس الوصاية من بعد سنة 1393، حيث يجلس كبار المملكة، ولكن بسبب سوء حالة قيادتهاعلى الفرنسيين وافتقارها للحلفاء، بقيت معزولة سياسيا، نهبت الكنز، وتسمح الانضمام إلى سلطة جان الجسور). في حالات أخرى، وفاة الملك على سبيل مثال كانت فجأة، الملكة القديمة لفرنسا يبدو أنها الأقدر لأخذ ملكات المملكة إلى أغلبية للذي وهو ملك فرنسا (لها 13 عاما منذ أمر شارل الخامس الصادر في 1374). كذلك، آن الفرنسية أصبحت وصية مع زوجها بين سنة 1483 و 1491، في بداية ملكات شارل الثامن، كاترين دي ميديشي بين سنة 1560 و 1564 لصالح شارل التاسع (بعد حادث وفاة هنري الثاني وذلك من فرانسيس الثاني في بعد عام واحد)، ماريا دي ميديشي بين 1610 و 1617 لصالح لويس الثالث عشر (بعد اغتيال هنري الرابع، حصلت على تاج ملكة فرنسا في 13 مايو 1610 ونجحت من أن تمنح بعد اغتيال زوجها وصايه المملكة، بواسطة Concino Concini وآن من النمسا بين 1643 و 1651 لصالح لويس الرابع عشر. بينما ابنه، فرانسوا الأول ملك فرنسا، يشارك في الحرب الإيطالية الخامسة (1515-1516)، لويز من سافوا تصرف كوصي للمملكة، كذلك في ما بعد في الحرب الإطالية السادسة؛ إنه تفاوض من أجل الإفراج عن الملك بعد معركة بافيا كذلك paix des dames مع مارغريت دوقة سافوي، في سنة 1529. كذلك، من 1672، في حين بدأت حرب الحرب الفرنسية الهولندية حيث الملك لويس الرابع عشر يُؤكد على أنه في حالة غايبه وصاية المملكة لزوجته ماريا تيريزا مع سلطة واسعة سياسية.
بعد وفاة فرانسيس الثاني، تحث عهد كاترين دي ميديشي التي كان لها تأثير كبير، انها تلتقي المجلس الملكي، وتعلن لأعضائها: «منذ أن يسر الله ليأخذ ابني الأكبر، وأنا لا أريد ترك لي لا لليأس، ولكن الخضوع لإرادة الله من خلال مساعدة وخدمة الملك، ابني الثاني، قدر محدود من تجربتي. هذا هو السبب في أنني قررت أن تبقي له معي ويحكم على الدولة أن تفعل كأم حنون»، وأبعدت بسرعة المرشحين الآخرين لوصايه. مساعدة Nicolas Brulart de Sillery، وMarie de Médicis تستفيد انها تود أن تتوج من زوجها هنري الرابع ملك فرنسا والإستفادة بأن يعهد وصاية المملكة (مساعدة المجلس) عندما يذهب إلى الحرب: هذه الأحكام لا أكثر ولا أقل كسرت بسرعة، وماري تحكم بدون عوائق. نفس الوضع يحدث أثاء خلال وصاية d'Anne d'Autriche الذي ساعد قانون صادر عن البرلمان، صُوت عليه 16 مايو 1643 (الذي يُعطيها إدارة المملكة وتعليم الشباب ملك)، يكسر مبدأ الوصاية بمساعدة أربعة من كبار المملكة (Duc d'Orléans، ملازم العام للمملكة، الكاردينال جول مازاران، وLe Chancelier Seguier، أمناء الدولة Claude Bouthillier وابنه Léon Bouthillier) إنها في الواقع لا ترغب في ذلك، تحكم مع هذه المخلوقات وضعت من قبل لويس الثالث عشر وريشيليو........
ومع ذلك، لقد أعلنت في البداية: «آه! كنت سعيدة أكثر في سان-جيرمان، بعيدة عن الأعمال لأنني لا أعرف شيئا عن الحكومة ويجب أن اُسيّر الحكومة!»، أصبحت مُوقنة بالصعوبة البالغة في ممارسة وحدها السلطة واستدعت الكاردينال مازارين، 18 مايو 1643، منصب رئيس الوزراء. لقد جعلته وصيا على ابنها) أيضا. بعد سقوط النظام الملكي ليوليو، Hélène de Mecklembourg-Schwerin، دوقة أورليان ولويس-فيليب يذهب إلى المجلس مع طفليه الاثنين، كونت باريس ودوق شارتر، وشقيقه، دوق نيمور، من أجل إعلان وتأكيد الملك الأكبر للفرنسيين وأصبح الوصي. ولكن محاولة دوقة أورليانز هي فاشلة وأعلن المجلس الجمهورية الثانية.

## الوزن الاجتماعي والديني
تحث النظام القديم، المرأة كالرجل تعمل في وقت يكون فيه الشعور بالوحدة غايب، بما أنّ بنية المجتمع الحياة الإجتماعية. في القليل النادر أن ترى الفتيات يدخلن في الحياة الدينية في أدنى طبقة الشعب من البرجوازية أو الأرستقراطية، حيث وفقا للمؤرخ فرانسوا ليبرون (François Lebrun) هذا "خيار في إستراتيجية أرباب الأسر قلق بشأن "وضع" بناتهم، إن لم يكن في "أكبر فرصة للتنمية الشخصية مرتبطة علاقة أكثر مباشرة مع الله".
خلافا للرأي السائد، هذا لا يشكل على الأقل أفضل وضع (المهام المنزلية هي نفسها)، هذه ليس في «إمكانية أكبر لنمو الشخصية المتعلقة مباشرة مع الله»......
هذا هو لمواجهة الدعوات اضطر أن مجلس ترينت (1545-1563) حِمل المزيد من الاختبارات على الإرادة الفعلية للمبتدئ وسن الدخول. بعض المتدينات المتطوعات يؤسسن على الأقل تجمعات ويصبحن رئيسات دير لهن تأثير كبير جدا، مثل (Angélique Arnauld)أنجليك أرنولد في بورت رويال، (barbe acarie) بارب آكاريي مع الكرملية، (جاين فرانسيس دي شانتال) جين دي شانتال مع وسام الزيارة (ordre de la Visitation)، أو كذلك ماري مادولان دوروشوشوار (Marie-Madeleine de Rochechouart)، التي ترأس الدير لكل من الذكور والإناث (على الرغم من الفارق الجسدي).

## دور سياسي معين
مؤرخ القرون الوسطى فيليب كونتامين (Philippe Contamine) لاحظ بأن في وقت جان دارك «، قد يكون للمرأة […] سلطة طبيعية وشرعية في النظام السياسي بسبب الموارد التراثية والحقوق التي نقول أنّها عامة. في الغالب، السلطة هي وراثية وعائلية. افتراضيا وريث ذكر، يمكن للمرأة في المسيحية الكاثوليكية أن تصبح ملكة، بارونة أو شاتلين من عند رئيسها. ومع ذلك، السلطة الانتخابية هو يهرب. ليس هناك سؤال من يصبح بابا أو إمبراطور، أو من يمارس مسؤوليات محلية من خلال الانتخابات. وباختصار، سلطة شخصية النساء جد قليلة ولكنها موجودة. زيادة على ذلك، إنها مقبولة عند الرجال لمعرفتها - تقريبا بكل رجال الكنيسة -، من المفترض أن تشكل أو تعبر عن رأي مشترك، بأن النساء كانت لهنّ السلطة ليس بسبب ولكن عن طريق العاطفة، بدون أن نتحدث عن ضعفها البدني. لإقامة الحرب أو لإقامة العدالة، ملكة أو دوقة يجب أن تعتمد على الرجال ومجلس الرجال».
النساء لهن حق التصويت في العصور الوسطى، وفقا للمؤرخ ريجين بارنو (Régine Pernoud). تم إلغاء هذا الحق بقرار من البرلمان في عام 1498. من بداية الولايات العامة (États généraux) استدعت من قبل فيليب الرابع ملك فرنسا في سنة 1302، النساء كنّ مدعوات. كانت بالنسبة لي كل من الولايات العامة (États généraux) التالية (على سبيل المثال تلك التي 1484 استدعي من قبل آن دى بيوجيو (آن الفرنسية)، ابنة لويس الحادي عشر، خلال أقلية شارل الثامن)، إلى غاية الولايات العامة 1789 (مجلس طبقات الأمة لسنة 1789م)، حيث النساء أصحاب الإقطاعيات كن مضطرات إلى أن يمثلها رجل (نبيل أو رجال الدين): النساء الأرامل أو النبلاء تمسك الإقطاع وتصوت لكنها ليست مؤهلة مباشرة. تسطيع أن تمثل نوع من البديل كما هو الحال في المجالس المحلية. النساء يؤخذن جزءا أكثر نشاطا في صياغة قوائم المظالم.

## من النظام القديم إلى الثورة

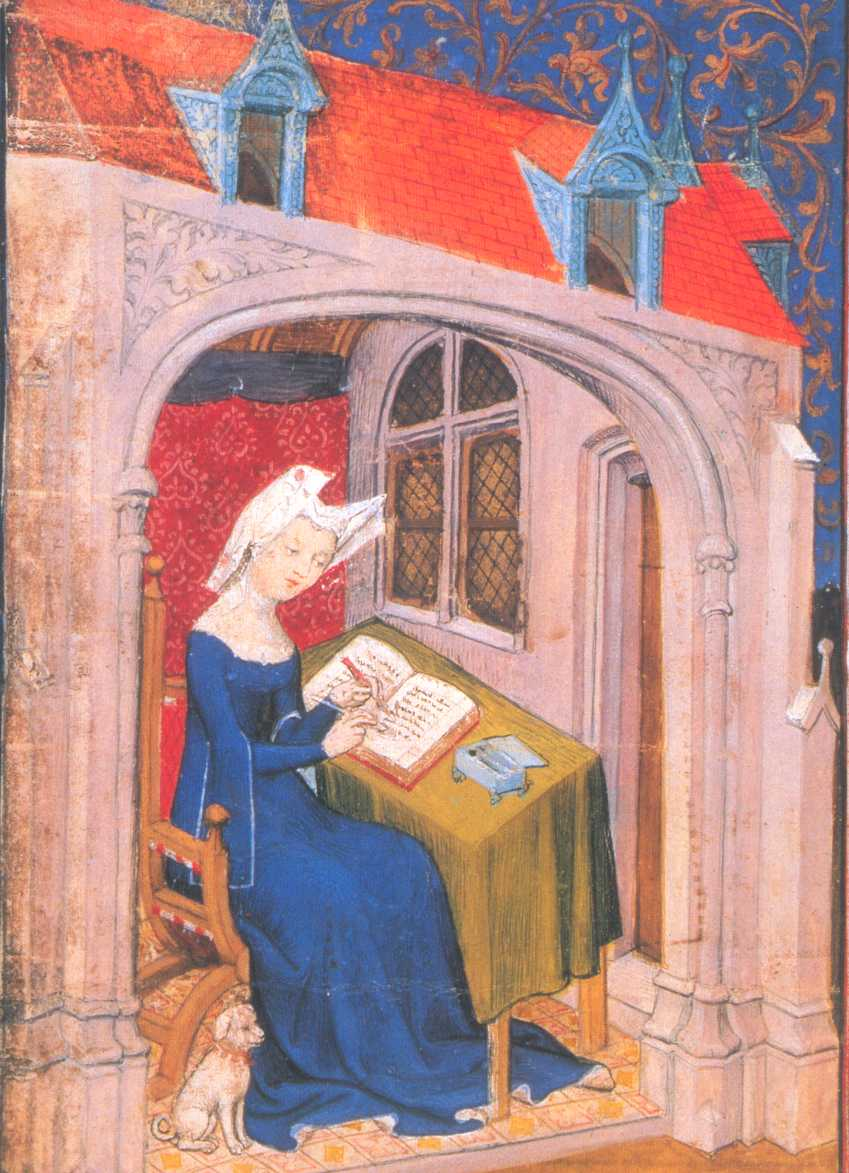
كريستين دو بيزان، مؤلفة كتاب مدينة السيدات (1405)، تكتب في غرفتها.

خلال الثورة الفرنسية، بعد خطاب آبي سيياس (أمانول جوزيف سييس) في 20-21 يوليو 1789، التمييز بين المواطنين
المواطنة النشيطة ‏ و « passifs »، تم تصنيف النساء، مثل الأطفال، الأجانب وجميع أولئك الذين لا يستطيعون دفع cens électoral، في هذه الفئة الثانية. على الرغم من دعوة ونداء كوندروسيه، إنها استبعدت رسميا من حق التصويت عن طريق الجمعية الوطنية الفرنسية في 22 ديسمبر 1789، إقصاء تم من قبل دستور 1791 ثم بتصويت المؤتمر الوطني 24 يونيو 1793، قبل بضعة أشهر من تنفيذ إعدام أوليمب دو غوج، صاحبة بيان حقوق المرأة و المواطن (1791)، ولكن من إقترح للدفاع لويس السادس عشر في محاكمتها.
إنها كتبت بأن فلسفة التنوير، مما أدى جزئيا بعض المثل العليا للثورة، لم يكن مواتيا لتحرير المرأة: في هذا الصدد، ديدرو من مونتسكيو (Diderot ou Montesquieu)، قام يظهر لهم ازدراء معين. بدلا من ذلك، من خلال الأدب أن بعض المؤلفين يُرجع حساب السلطات المسيئة للأشخاص المسترجلين (masculine)في إتجاها (سواء شوديلو دولاكلو (بيير شودرلو دي لاكلو)، روبرت شال (روبرت شال) أو حتى جان جاك روسو (جان جاك روسو)، رغم أنّ النظرة العامة متسامحة على المرأة). إرتقاء المرأة في الحياة الإجتماعية توجد في اهتمام المعارض للعصر (الآنسة جوفرا (Madame Geoffrin)، لآنسة دوتونسى (Madame de Tencin)، الآنسة دي دوفو (Madame du Deffand)، الآنسة دو شاتليه (إيميلي دو شاتليه)، جولي دي ليسبيناس (Julie de Lespinasse)، الخ)؛ المؤرخ منى اوزوف (Mona Ozouf) لاحظ أنه على الرغم من هذا التنوع الاجتماعي، إنهن لسن «نسوية» وأن «التفريق بين أدوار الجنسين يبدو من الضروري على خلاف التجارة المزاج». دمج مع النظام القديم، هذه الصالات والأماكن التي يتخذها هؤلاء النساء سوف تُرفض في الثورة، أوليمب دو غوج تتحدث حتى عن «إدارة ليلية للمرأة».
قانون نابليون أقر لاحقا هذا التفاوت السياسي بين الرجل والمرأة، عاملا ببعض التقدم المحمول، بما في ذلك فيما يتعلق بالزواج (مع قانون الطلاق من 1792 وأحكام الأطفال غير الشرعيين وإلغاء البكورة).
باستثناء هذا التقدم النسبي، فإنه سجّل تراجعا بالمقارنة مع النظام القديم، حيث على الأقل النساء الأرستقراطيات تتمتع بالأهلية القانونية.

## مطالبات بحق المرأة أثناء الثورة

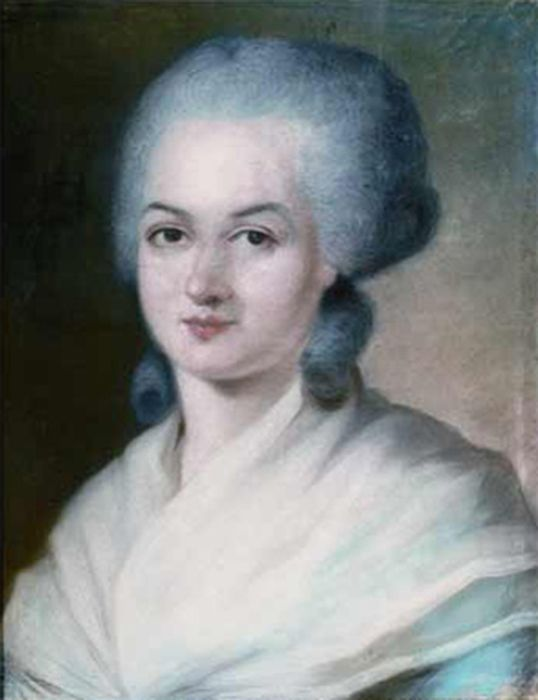
تعتبر أوليمب دو غوج رائدة الحركة النسائية.

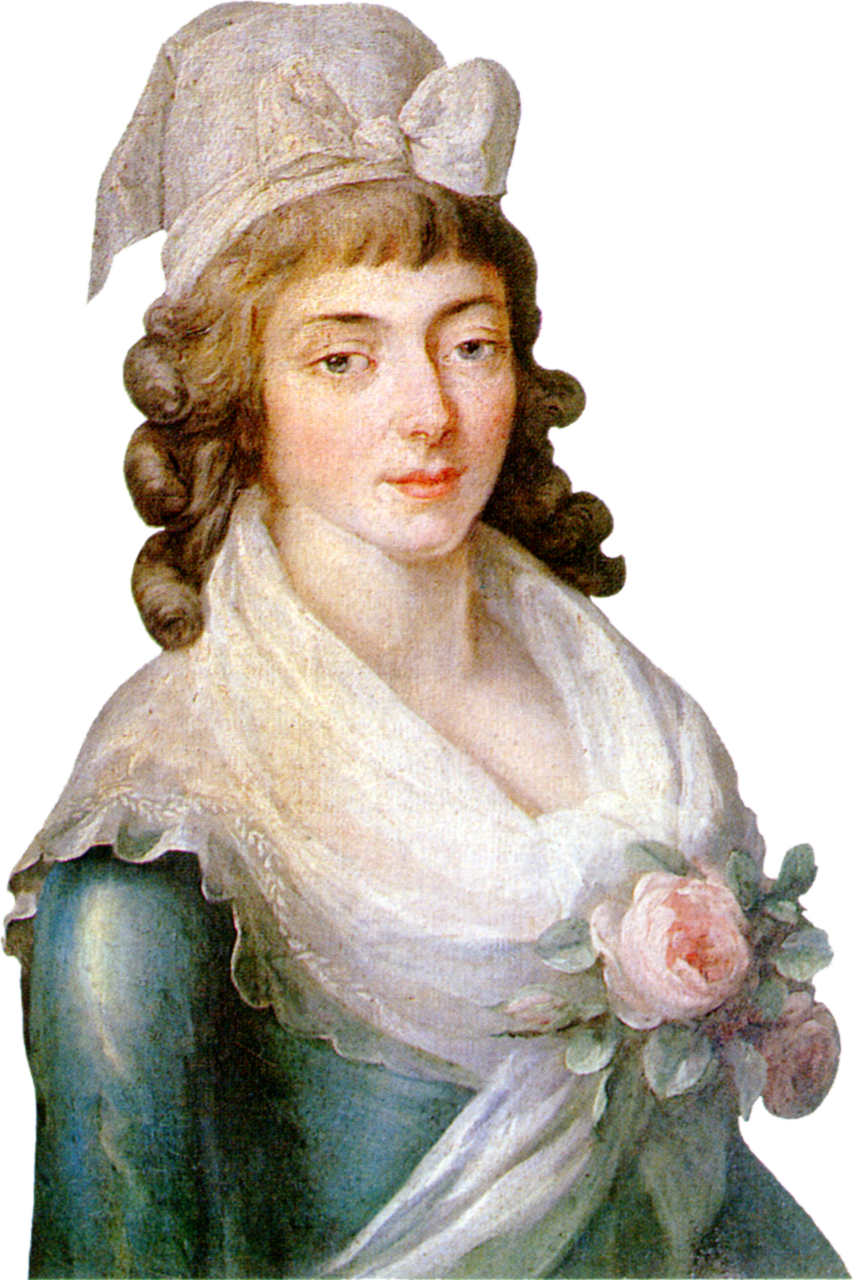
الآنسة رولان جيروند ترتدي قبعة. زوجها الذي عين وزيرا للداخلية مارس 1792، أعلن دانتون: "نحن بحاجة إلى الوزراء الذين نرى من خلال عيون أخرى من تلك التي زوجاتهم".

على رغم من مساهمات المرأة في صياغة قوائم المظالم والدور الذي تلعبه مرأة الشعب الباريسي - خصوصا مظاهراتها في أكتوبر 1789 لطلب الخبز والأسلحة - النساء لم يلقين أي حقوق ممنوحة في بيان حقوق الإنسان والمواطن (Déclaration des droits de l'homme et du citoyen de 1789)؛ وإذا كان النظام الجديد يعترف لههن بشخصية مدنية، إنها ليس لها حق التصويت، والانتخاب، في هذه الفترة. على الأقل، مع إلغاء حقوق مكتسبة في 1970، النساء يصبحن لهن حقوق مساوية للرجال فيما يتعلق بالميراث. في بداية الثورة، إذا كان النساء لا يستطعن العرض على المنصة، لديهن إمكانية حضور مناقشات الجمعية، يأتين غالبا لابسات قميس يظهر موافقة الخطاب الموجه، مثل (Aimée de Coigny) أو (Madame de Beauvau). من الغير عادي ، (Théroigne de Méricourt) دُعيت لإلقاء كلمة في نادي (نادي اليعاقبة).
انها لا تستثمر قليل استثمرت الفضاء العام، نظمت في النوادي المختلطة (Claude Dansart) في الحركة النسوية والجمعيات التعاونية والجمعيات الخيرية، وتشارك عاطفيا -على غرار الرجال - كل الصراعات السياسية في ذلك الوقت، بما في ذلك المنافسة (حتى مع lessœurs Fernig). كثير من الكتابات قد نشرت، في نظريات التشريع للنساء (1790) ل (Marie-Madeleine Jodin)، أو بيان حقوق المرأة و المواطنة (1791) لأوليمب دو غوج.
آن جوزاف ترواين دو ميريكور أسست جمعية أصدقاء القانون (Société des Amis de la Loi) وتدعو الشعب إلى حمل السلاح والمشاركة في اقتحام سجن الباستيل، وكافأتها الجمعية الوطنية بإعطائها سيف. Etta Palm d'Aelders من بين الأوائل في دائرة النسوية لتاريخ فرنسا، الجمعية الوطنية (Société Patriotique et de Bienfaisance des Amies de la Vérité). نساء أمثال Claire Lacomb، و Louison Chabry أو Renée Audou الواتي نظمن المسيرة في فرساي التي انتهت إلى جلب لويس السادس عشر في العاصمة.
جميع القريبين إلى الجيرونديون، عرفن نهاية مأساوية: آن جوزاف ترواين دو ميريكور اُصيبت بالجنون بعد أن جلدت عارية من قبل حزبية من خصومها وأوليمب دو غوج، عدمت بالمقصلة عام 1793 لمعارضتها سكان الجبال.
هذه الأخيرة أعلنت قائلة: ""المرأة لها الحق في تركيب سقالة. يجب أن يكون لديها أيضا الحق في الصعود إلى المنصة "، ولكن أيضا "ولدت امرأة حرة وتبقى مساوية للرجل في الحق".
إذا كانت المرأة محرومة من حق التصويت في الإنتخابات، هذه لم تحفظ عقوبات مُعدة للرجال وكثيرات عرفن السجن أو السقالة نتيجة للإجراءات عمومية أو السياسية.
من بعد سنة 1792، بداية الحرب الفرنسية قاد البعض للمحاربة بالحدود بينما في عام 1793 تطور في باريس النشاط النسوي، حُمل عن طريق نساء من الشعب الباريسي المقربين إلى لامتسرولون وEnragés، إلى يسار نادي اليعاقبة. على رغم أن كثيرات مهمشات مثل مشاركة المرأة على هذا النحو في الأحداث الثورية، ظهور الحركة النسوية في حد ذاته يمثل المدخل إلى هذا الموضوع على الساحة السياسية.
المائتين امرأة التابعات إلى (Société des républicaines révolutionnaires) أسسن في 10 مايو 1793 عن طريق كلير لاكومب وبولين ليون، ال (Tricoteuses)، يحجزن المقاعد الأولى ل (الجمعية التأسيسية الوطنية) ويصرخن في وجه أعضاء الجمعية العامة، سُمع مثلوا الشعب صاحب السيادة. C. Lacombe et P. Léon اقترحا تسليح النساء مع عريضة من 319 باريسيين.
دعوى نداءهن عنيف على الرعب والمساواة، مشاركتهن في سقوط بوردو ومظاهرات أخرى ل « enragées » أكسب لهن صورة الغضب متعطش للدماء التي غذت فترة طويلة من النفور من سلطة الذكور. كذلك، في النساء الشهيرات من سنة 1789-1815 (1840).
(Lairtullier) تشير إلى «الغضب من المقصلة» من «البقاء السماوية» (الآنسة رولان (مدام رولاند)، بالقرب من بوردو أعدمت بالمقصلة في عام 1793، وسيل دوبلسيز (لوسيل ديمولان)، زوجة كميل (كامي ديمولان)، أعدمت بالمقصلة في 1794 أو شارلوت كورداي (لوسيل ديمولان)).

وكذلك، الدكتور غيلوا الذي كان يتحدث في نهاية القرن التاسع عشر عن «الهستيريا الثورية» حول أوليمب دو غوج، كتب:
"يمكننا القول أن العديد من النساء، وخاصة اللاواتي لعبن دورا هاما في الثورة، قد لعبن دورا دمويا كن غير متزنات."
ومع ذلك، كثير من تجاوزات العنف واسعة النطاق انتشرت في ذلك الوقت، هو في المقام الأول عزوف رجال في السلطة الذين يمنعون المرأة من المجال السياسي (وكذلك بعض النساء اللواتي، مثل الآنسة رولان (مدام رولاند)، وسيل دوبلسيز (لوسيل ديمولان) أو لويز-فيليسيتي دو كيراليو (Louise-Félicité de Kéralio) لا تشارك في المساواة السياسية ولكن المدنية).
.
معظم أعظاء المجلس توزع في (في التربية: إميل نموذجاً) ل (جان جاك روسو) لمثالية نسوية بقوا على دور الأمهات والزوجات، قليل من الناس، مثل كوندروسيه («على قبول المرأة وحق المواطنة»)،
(Gilbert Romme)، تشارلز دي فيليت (Charles de Villette)، جوزيف لوكينيو (Joseph Lequinio)، أو بيير قييومار (Pierre Guyomar) مطالبة بحق المرأة في التصويت في إطار الحقوق الطبيعية المتأصلة في الجنس البشري في الوقت نفسه مصدر إلهام للنضال ضد الاستبداد والعبودية (الثورة لم تقام؛ إلا لتصادق ثورة توسان لوفرتور بقرار من 4 فبراير 1794)؛ آخرون، مثل ديفيد وليامز (ديفيد وليامز)، من دون الذهاب إلى اقتراع النساء، يطالب على الأفل بعدد من الحقوق، بما في ذلك السياسية.
ال (Comité de salut public) تضم مجلس يرأسه أندريه أمار (André Amar)، لمناقشة قضية الحقوق السياسية الممنوحة للمرأة وحقها في المشاركة في نوادي سياسية: تم رفض ذلك في خريف 1793
،
في اسم للتعليم ولزعامة طبيعية باطنها متدني، في حقيقة الأمر هنّ أيّ النساء يعززن رد فعل وضعنه في الأمام. تقرير ل Lanjuinais تنص على الطابع «المؤقت» لهذا التدبير، الذي يجب أن يرفع كي يستدركن تأخرهن على الرجال.
ومع ذلك كوندرسي يعرف له الطلب غير واقعي ولكن اقتراح واقعي مشروع إصلاح التعليم، كما أنه يوفر التعليم المختلط في المدارس والفصول الدراسية، حتى إلى وسط جامعي.
تأسيس الزواج المدني في 1792 على الأقل هو ثوري، في مقياس أين يتحتم موافقة الطرفين. المختصة في علم الاجتماع Irène Théry بينت أن إدخال هذا عقد الزواج الجديد «يعني الفراغ الداخلي يطيع نفس مبادئ الحرية والمساواة التي تحكم الآن في المجتمع السياسي».
تأسيس الطلاق يتبع نفس المبادئ، النساء هن الأكثر طلبا، مما دفع بعض الساسة للطعن في مبدأ من 1795.
في نوفمبر 1793، كل الجمعيات النسوية السياسية محظور بموجب الاتفاقية، عارض عضو واحد لويس جوزيف شارلييه (Louis-Joseph Charlier)، ولكن النساء رغم ذلك يواصلن لعب الأدوار حتى تمرد لربيع 95، تحث شعار «الخبز ودستور 93»، قبل القمع الواسع النطاق الذي سجل نهاية
الثورة يضع مصطلح مؤقت لهذا المؤخذ الأول لدور سياسي، للنساء كما للرجال. في عام 1795، مرسوما يؤكد هذا الحظر، بالإضافة إلى تجمع فوق من خمسة في الشارع.
خلال حرب فيندي (حرب فونديه)، عدد من النساء الفونديهات شاركن في القتال (مثل Renée Bordereau)، بعض الجنود حتى الرائدة ركبو الخيل، مثل المركيزة Victoire de Donnissan de La Rochejaquelein أو كونتيسة بروك.
أمر 16 برومير السنة التاسعة (7 نوفمبر 1800) حظر ارتداء السراويل على النساء، إلا لأسباب صحية. تم تعديل هذا الأمر في عام 1892 للأشخاص الذين يمارسون ركوب الخيل، وبعدها في عام 1909 لأولئك الذين يمارسون ركوب الدراجات.
في عام 1801، وسياسي من اليسار المتطرف Sylvain Maréchal نشر «مشروع قانون الدفاع لتعلم القراءة للنساء».
انه أيضا استدعى، مثل note Mona Ozouf، اللواتي هن «عارضن المقاومة العنيدة الأكثر déchristianisatrice للثورة إلى نظام جديد للإحتفال، للتقويم الثوري. هن اللواتي يدعون صوت عزاء أجراس، الخمول يوم الأحد، يحاولن وقف عربات تحمل الحلي مأخوذة من مذابحهن».

## أول إمبراطورية
في عام 1804، قانون نابليون الجديد يعلن الأهلية القانونية للمرأة المتزوجة. الإمبراطور أعلن في اجتماع لمجلس الدولة، «الذي هو غير فرنسي، هو إعطاء السلطة للنساء». إليزا بونابرت، واحدة من أخواتها، أميرة ، ودقة لوكا وأميرة بيومبينو 1805-1814 ودوقة توسكانا الكبرى من 1809 إلى 1814 وكونتة كومبينيانو. قانون العقوبات كُتب في عام 1810 يشير إلى أن الزوجة الزانية خطر من ثلاثة أشهر إلى سنتين سجن، في حين أن الزوج له غرامة تتراوح 100-2000 فرنك.
هناك بعض المجندات، اللواتي يحصلن على رتب، مثل ماري جان شولانك (Marie-Jeanne Schellinck) (بدأت في 15 أبريل 1792 في الكتيبة البلجيكية الثانية وتباعا عريفة ، رقيبة أول وملازمة أول في 1806 وتلقت وسام جوقة الشرف)، ماري تيريز فيغور (Marie-Thérèse Figueur) أو ماري أنجليك بريلو (Marie-Angélique Brulon)

## ملكية يوليو
انتهاكات تحت الإمراطورية الأولى واستعادة بوربون، المطالب النسوية تولد من جديد في فرنسا مع ثورة عام 1830 (الثورة الثالثة).
نسوية متشددة تنمو على مستوى في الوسط الإشتراكي للجيل الرومانسي، خاصة عند سيمونية والفوريبية في العاصمة.
تطور علم اللاهوت في المسيحية يتم مع معرفة الدور الروحي الهام الذي تلعبه المرأة في مستقبل الرجل. اللاهوت السياسي طوره إليفاس ليفي وهذا المعنى احترام.
النسويات يشاركن في الأدب منذ القِدم، بفضل رفع الرقابة على الصحافة. جريدة المرأة الحرة (La Femme libre (brochure) وجريدة تريبيون النساء (La Tribune des femmes) تظهر في عام 1832. مستشار النساء كان من خلال أوجيني نيبوييه، هو جريدة نسوية للمحافظة. دور المرأة خلال الثورة في الأخير أُحتفل بها، مع نساء شهيرات لسنة 1789 إلى 1815 ل (Lairtullier) لارتيليي (1840).
تحث المخطط السياسي، ملكية يوليو يحرم من هذه الحقوق غالبية المواطنين، ضمت معركتهم أوائل من المقاتلين عمال والبروليتاريا، لكنها أيضا تعبئة ضد الحالة المدنية للمرأة، في مقدمته المسائل القانونية والمالية لزوجها - «المرأة يجب أن تطيع زوجها»، وينص القانون المدني - إترجاع الزوجة بعد الطلاق ممنوع بموجب تعديل سنة 1816.
بعض النساء تدعي الحق في الحب الحر، فضيحة الرأي العام. كلير ديمار في كتابه دعى الناس إلى تحرير المرأة (في عام 1833) إلى نقد جذري للزواج في أي شكل من أشكال الدعارة القانونية. غير أنه لم يُتبع من قبل جميع سانت-سيمونيان الذين يحبون ظهور اتهامات فجور التي تضرب الحركة.
بدايات النظام ترك لمحة بعض الآمال التطورية. الالتماسات لاستعادة المطلقة على جدول الأعمال السياسي: في عام 1831 وعام 1833، صوت النواب مرتين لصالح القانون ولكن تم رفضه من غرفة مجلس النبلاء.
المطالبات النسوية أصبحت غير مسموعة. عندما Louise Dauria كتب في 1837 للنواب طلب للحصول على مقالات المراجعة من القانون المدني الذي تعتبره مخالف لحقوق المرأة، لم تحصد سوى دعم ضحك الجمعية.

## ثورة 1848 والجمهورية الثانية
مثل عام 1789، النساء شاركن بنشاط في أيام ثورة فبراير 1848. يعبرن علانية من خلال الجمعيات والصحف. قوانين تعلن حرية الصحافة وتتمتع مرة أخرى الصحافة النسوية: أوجيني نيبويي (Eugénie Niboyet) تأسس يوم 20 مارس صوت المرأة، مع جين داروا (Eugénie Niboyet)، ديزيريه جاي (Désirée Gay)، الشاعر لويز كوليت (Louise Colet)وأديل إيسكيروس (Adèle Esquiros). هذه الصحيفة هي في أول وقت دور رئيسي لمالب المرأة، وبصرف النظر عن الصحافة السائدة.
ثم أتى من بعدها في يونيو (La Politique des Femmes) سياسة النساء لدزبريه جاي أين بعدها (L’Opinion des femmes) رأي النساء نشرت في يناير 1849 من قبل Jeanne Deroin، بمشاركة laiCre Bazard قريبة إلى السيمونية.
بعد احتجاجاتن، تم منح النساء الحق في العمل بنفس حقوق الرجال؛ Ateliers nationaux (كان منظمة لتوفير فرص عمل للعاطلين عن العمل في باريس بعد ثورة فبراير 1848) افتتاحها، كان متأخرا في 10 أبريل. دُقن طعم في البداية مشاركة مواطنة من إخلال انتخاب المندوبين في لجنة لوكسمبورغ (التي ديزيريه جاي)، لقد اقترحن إصلاحات لظروف العمل، إنشاء حضانة أو مطعم جماعي.
الحق التصويت لانتخاب الجمعية الوطنية التأسيسية (Assemblée nationale constituante) هو في صلب اهتماماتهم: جيني ديريكور (Jenny d'Héricourt)، مؤسست جمعية تحرير المرأة، إنها بمجرد إنشاءها، وعدت بالعمل من خلال التشريعات على جميع مطالباتن الذي يتضمن دائما إلغاء القانون المدني والحق في الطلاق.
لقد قدمت تم تلقيها من قبل السلطات السياسية.لجنة حقوق المرأة، يترأسها أليكس بورجوا، يجاوب عنها من قبل صوت أرماند ماراست Armand Marrast، رئيس بلدية باريس، بأنّ القرار لا يمكن إتخاده إلا من قبل مستقبل هيئة تشريعية.
ردوا على شعار بإعلان أن هناك المزيد من البروليتاريين في فرنسا، كراسة النساء الناخبات مؤهل طلب أن "يتم تضمين 17 مليون امرأة في المراسيم،
وإلا فرنسا تضم أكثر من 17 مليون البروليتاريين ".
إلتماسات إستراج الزوجة المطلقة لا تعرف نجاحا أكثر من الذين سبقوهم في سنوات 1830: مقترح وزير العدل إسحاق كريمييه في الغرفة في مايو 1848 اُتقبل بالسخريات.
نهتم خاصة بالتهديدات بأنّ كلام يحرر نساء يُلقى على الأسرة.
نادي المرأة، فتح في أبريل 1848، هو مكان للنقاش الذي يسبب ردود فعل عنيفة. بعض إجتماعاته تتحول إلى شغب ورئيستها (Eugénie Niboyet) هي تماما رسمت كاريكاتوريا في الصحافة. لقد أغلق في النهاية لكي يُخل بالنظام العام.
جين ديروا (Jeanne Deroin) أعلنت ترشحها في (الانتخابات التشريعية الفرنسية 1849 ‏) الانتخابات التشريعية الفرنسية لسنة 1849 ، ولكن لقيت سخريات من قبل الصحافة والاستعراض المسرحي.
لقد شرحت نهجها وأوضحته في عدة خطب في باريس بين 10 و 19 أبريل. لقد أعلنت أيضا "قضية شعب وقضية المرأة مربوطتان ارتباطا وثيقا. البروليتاريا
لن تتحرر من قساوة عبودية الجهل حتى يكون لديهم نفس تحرير الرفقاء لمعاناتهم وطريقهم"
و «دستور 1848 ألغى الامتيازات العرقية والطبقية والثروة من أجل تحرير العبيد السود عبر انقراض ألقاب النبلاء، عن طريق إلغاء القائمة الانتخابية. ولكن امتياز الجنس بقيت ضمنيا في هذا الدستور الذي يُخندق في قاعدته، لأنه نقيض المبادئ التي يستند إليها».
يمكن دعمها، إلا Jean Macé، آخرين مثل بيير جوزيف برودون، حتى النساء مثل جورج ساند أو دانيال ستيرن ‏ يضحكن.

## الإمبراطورية الثانية والجمهورية الثالثة
الإمبراطورية الثانية سجّل رجوع المطالبات النسوية. معاداة النسوية ل (بيير جوزيف برودون) أو ل (جول ميشليه) (المرأة 1859 والنساء وثورة 1854 «كل جزء لك من النساء»، كتبن ذلك بعد الثورة) تأثير دائم على المعنويات.
هذه الأعمال، في كل مرة، يقابلها تعاطف مع النساء شهدت في عبقرية ثورة (Charles-Louis Chassin) والإشتراكية خلال ثورة (Amédée Le Faure) أميدي فور، الكل نشرت في عام 1863.
وعلاوة على ذلك، الإمبراطورية الثانية ترى كل مرة كثير من التقدم في مجال تعليم المرأة. وعلاوة على ذلك، يتم إنشاء العديد من المنظمات النسوية في ظل الجمهورية الثالثة.

## إصلاحات في تعليم البنات
في ظل الجمهورية الثانية، قانون فالو (loi Falloux) تم تحديده في مارس 1850 الهدف مدرسة إبتدائية للفتيات في كل بلدية لها أكثر من 800 نسمة. قانون ديروي (loi Duruy) لسنة 1867 تؤيد هذه التعبئة على معايير الذكور وضع المعايير لي 500.
يتم تحديد البرامج من حيث الأدوار الاجتماعية المخصصة للنساء (والتي تشمل الأعمال المنزلية ورعاية الأطفال)؛ الأديرة والكنائس تؤيد تعليم البنات. تعبئة من أجل تعليم البنات يجد الدعم في المعارضة الليبرالية للنظام، خاصة في أوساط سانت-سيمونيان.
إليسا لومونيي (Elisa Lemonnier) أسست في عام 1862 أول مدراس محترفة للبنات. (Julie-Victoire Daubié) جولي-فيكتوار دوبيي تسعى بدعم من فرانسوا بارتيليمي آرل دوفور (فرنسوا دوفور ‏) قائد صناعي مؤثر سانت-سيمونيان، التسريح لإضهاره في اختبار البكالوريا التي حصلت عليه في ليون في عام 1861 في سن سبع وثلاثون (على الرغم من أنه لا يوجد أي نص رسمي يمنع البنات من تقديم الدليل).
(Madeleine Brès) مادلين بريس تود أ، تسجيلها في كلية الطب وبتدخل الامبراطورة أوجيني (أوجيني) وزير التربية والتعليم (فيكتور دوروي) فيكتور ديروي. هؤلاء الرواد بقوا معزولين: المتحصلة على البكالوريوس الثانية الفرنسية، (Emma Chenu) إيما شوني، تحصلت على شهادتها في عام 1863، بعد عامين.
تطوير تعليم النساء تبقى فكرة متكررة من النسويات الفرنسية: في سنة 1866، (André Léo) اندريه ليو أسس جمعية مخصصة بالتحديد لهذه القضية.
تعمل على الإصلاحات الهيكلية في التعليم الثانوي والعالي في ظل الجمهورية الثالثة. الكليات ومدارس البنات الثانوية، في البرامج تبقى محددة، محددة بقانون سي (loi Sée) في 1880. النساء بطبيعة الحال ضمن تربص للتدريس: كليات البنات العادية، إلزاميا في كل مقاطعة في عام  1879، وكلية (École normale supérieure de jeunes filles) في (1881) يدرب المعلمين والأساتذة.
أول ثانوية فتحت في ثانوية (Georges-Clemenceau) جورج كليمنصو، مونبلييه. في باريس، وحسب التسلسل الزمني ثانوية فنيلون (1883)، ثانوية راسين (1886)، ثانوية موليير (1888)، ثانوية لامارتين (1893)، ثانوية فيكتور هوغو (1895)، وثانوية (1912). فيكتور ديري (1912).
بين 1881 و 1896، أنشأت 32 مدرسة ثانوية و 28 كلية. في عام 1900، وتوجد 40 ثانوية.
في عام 1907، يوجد 103 منشأة للبنات، 47 ثانوية و 56 كلية، في عام 1931، يوجد 206، 47 ثانوية و56 كلية، وبالإضافة إلى ذلك، يوجد في سنة 1907 "297 أستاذ مساعد و 324 لهم شاهدة أو ليسانس"
وفي عام 1931 «869 أستاذ مساعد و 997 حاصل على شهادة أو ليسانس».
وأخيرا، يوجد في عام 1907 000 25 طالب مقارنة 60000 في 1931.
قبل الحرب العالمية الأولى، 06٪ من المدرسين هم إناث؛ من أجل التدريب، يوجد عشرات مدارس عادية نسائية في عام 1879؛ ولكن عددهم قليل واستدعى الدولة لإنشاء 64 خلال 1880.
. في 1 مايو 1879، الوزير (Jules Ferry) جول فيري عيّن (Pauline Kergomard) كورغومار مفوض مفتشية قاعات مُعدة لإستقبال الأطفال الصغار،
أصبح في عام 1881 مدارس حضانة، بعض التطور والتحسن حتى تقاعده في عام 1917.

## كومونة
خلال فترة كومونة باريس تم إنشاء أول حركة نسائية L'Union des femmes pour la défense de Paris et les soins aux blessés تحت قيادة اليزابيث دوميترياف (Élisabeth Dmitrieff)، شاب أرستقراطي روسي وناتالي لو ميل (Nathalie Lemel)، مغلفون كتب (عُرفوا تحث اسم مجموعة الحركات النسوية جمعية الشغيلة العالمية.
على رغم أنه لا يعرف سوى «بعض الجماعات النساء الثورية». النساء طالبن بالحق في العمل والمساواة في الأجرة؛ (بداية تطبيقات تم إعدادها للمعلمين).
اتحاد النساء يشارك التسجيلات في ورش العمل تخلى عنها من قبل أرباب العمل الفرانكين (fileurs) تابعة لملجأ في فرساي وتنظم ورش عمل تدار ذاتيا؛ كومونة تعرف بإتحاد حر، (انها تدفع للأرامل كذلك لأطفالهن الضحايا والعاديين معاش،
النساء يوضعن في تطبيق مرسوم للفصل كنائس وللدولة في المدارس والمستشفيات؛ إنهن يقاتلن مثل لويز ميشال وأخريات في لباس الاتحادية ويدافعون عن باريس ضد "فرساي" على المتاريس (مائة، مكان بلانش، مع ناتالي لو ميل)؛ على طريق لتمكين النساء، وكانت كومونة خطوة هامة. ومع ذلك، Jacques Rougerie كتبت بأنّ "لم نرى نساء دُعين" كما كان يفعل البعض في عام 1848، حق امتياز ومرافقيهم الثوار إرادتهن فجأة ترفض".

## الحركات النسوية في مطلع القرن

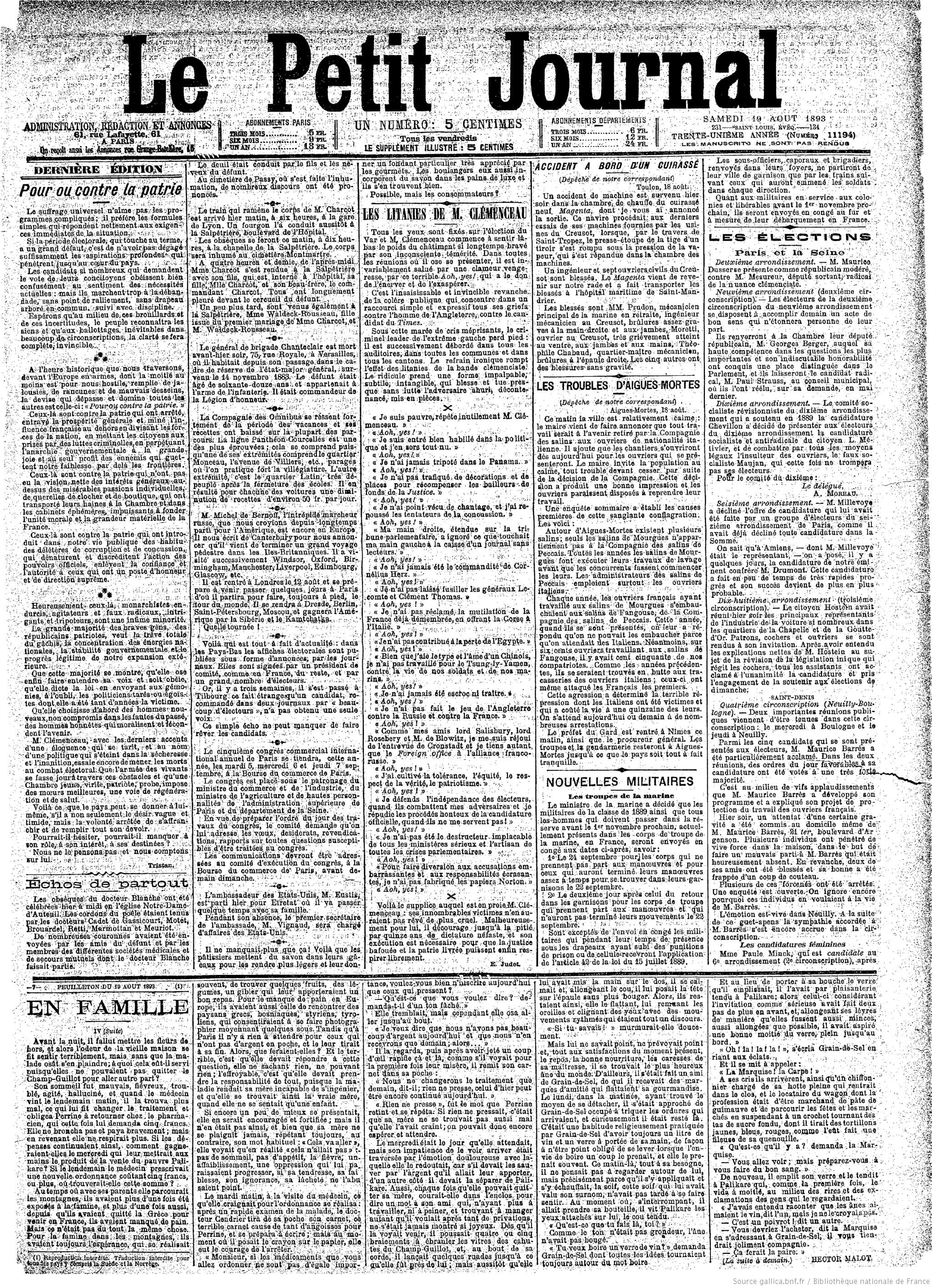
واحدة ل (Petit Journal) بيتي جورنال 19 أغسطس 1893، الذي قال في ذلك العقد في مليون نسخة. انقر مرارا للتكبير. إلى جانب التشهير لحكم ضد جورج كليمنصو ("آه!، نعم")، الجريدة كتبت (la candidature de facto de Paule Minck, dans le 6e arrondissement de Paris pour les législatives de 1893.)، الصفحة الموالية، نقرأ: "بعد مرتين مختلفين، (sa déclaration de candidature, [elle] a reçu de M. le préfet de la Seine une déclaration officielle lui disant qu'il ne peut accepter sa déclaration, les femmes n'ayant pas les droits de citoyen.
Mme Paule Minck a décidé de passer outre et de faire quand même acte de candidat afin d'établir par des faits le principe de l'égalité de la femme.
Hier soir, en effet, dans une réunion électorale tenue salle Octobre, l'assemblée, très nombreuse, a acclamé la candidature de protestation de la citoyenne Paule Minck. ») "

تتميز الجمهورية الثالثة بنمطها في فرنسا من خلال إنشاء منظمات نسوية إصلاحية أكثر صمود وتنظيم حول الجماعية وجمهور دائم النشاط بمبادرة أولية على وجه الخصوص من الروائية أندريه ليو (André Léo) والصحفي ليون ريتشر (Léon Richer) قبل أن تكثر مصالح الحركة النسوية، خصوصا مع (Hubertine Auclert) الذي عزز وسائل أخرى للعمل مثل: إضراب لسبب الضرائب كذلك حق المرأة في التصويت، كذلك مطالب جديدة مثل الحصول على حق ممارسة الرياضة، ومكافحة الإدمان على الكحول ومكافحة الدعارة وبطريقة أكثر أقلية عند نسوية رادكالية مثل: نيللي روسيل (Nelly Rousse) ومادلين بلاتير (مادلين بيليتير) وسائل منع الحمل، الإجهاض والحرية الجنسية.
لقد لاحظا أنه على عكس المطالبات البريطانية بحق اقتراع المرأة الواتي لم يترددن في استعمال العنف والمشاركة في أعمال غير مشروعة، الحركات النسوية الفرنسية حريصة على استخدام وسائل قانونية محترمة.
هذه الموجة الجديدة من الاحتجاجات نجحت من تلك التي وقعت خلال كومونة 1871، مع شخصيات مشهورة مثل: لويز ميشال.
ماريا دورام والكاتب ليون ريتشر (مؤلف حقوق المرأة) أسسا في 16 أفريل 1870، الجمعية من أجل حقوق المرأة، برئاسة فيكتور هوغو. الجمعية من أجل تحسين مصير المرأة تترأسها هنا ماريا دورام، ولدت سنة 1878؛ الرابطة الفرنسية لحقوق المرأة، توجيه معتدل، أسست في سنة 1882 من قبل ليون ريتشر.
حقوق المرأة، أول مجموعة تطالب بمنح المرأة حق الاقتراع، اُسست في سنة 1876 من قبل إيبارتينو أوكلار (الذي هو أول ناشط استعمل كلمة «النسوية»). في 13 فبراير 1881 عن طريق جريدة المواطن. في عام 1891، الاتحادية الفرنسية للجمعيات النسوية سجلت دخول كلمة «النسوية» في مفردات النشاط.
جريدة لافوند، أنشأتها مارغيت دوراند في أول (يومية بصيغة كاملة تُطبع وتباع من قبل النساء).
قبل عام 1914، هناك حوالي ستين جمعية نسوية. المجلس الوطني للمرأة الفرنسية، تأسس من تأثير قانون الجمعيات لعام 1901، هو غير سياسي وعلماني. هنّ ناشطات، معظمهن من الطبقة الوسطى، منبثق من البرجوازية، هنّ جمهوريات وإشتراكيات أو بروتتانيات، بدأن العمل التجمهري من خلال الأنشطة الإجتماعية الخيرية:
هو فرع من الكجلس الدولي للمرأة (الذي تأسس في عام 1888)، ويجمع عدة جمعيات مستقلة. الرابطة الفرنسية لمنح المرأة حق التصويت نساء توحدن في عام 1909 النسوية مؤيدات لحق اقتراع المرأة.

## الحرب العالمية الأولى

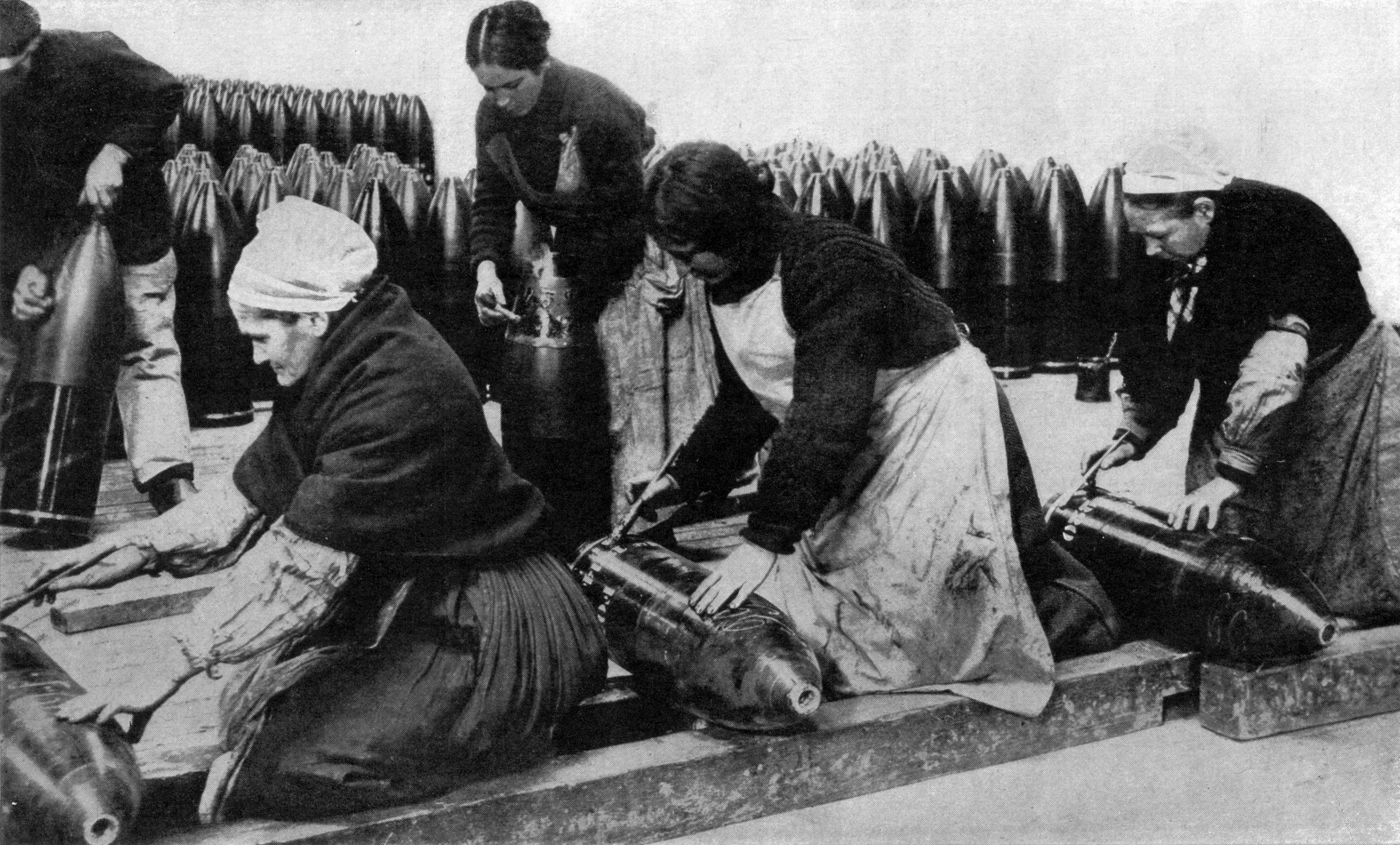
النساء من جميع الأعمار تصنيع قذائف، فرنسا، 1917.

خلال الحرب العالمية الثانية، الغالبية العظمى من المنظمات النسوية في فرنسا تدعم المجهود الحربي «من إعلان الحرب، النسوة يضممن صوتن إلى الاتحاد المقدس وأجلت مطالبهم للتركيز على واجباتهم المدرسية من أعمال» الفرنسية شجاعة«بضرب الاجتماعية». ويأمل البعض للاستفادة من هذا الولاء. وعلاوة على ذلك، فإن الجهد المطلوب من قبل مجموع النساء الرصاص الحرب لتحل محل الرجال في المصانع، وذلك للوصول إلى عالم العمل. سوف يؤدي هذا التغيير في السنوات المجنونة من بداية فترة ما، بعض النساء، ومع ذلك، تنتمي إلى النخبة الفنية أو الفكرية، لتحرير أنفسهم. معظم النساء، ومع ذلك، يتجدد في المطبخ في نهاية الحرب. وقد اصطف الأوساط الاشتراكية، والمنظمات النسائية أيضا وراء دولهم. تسمع أصوات نشاز مع ذلك في فرنسا، هيلين بريون، مادلين لويز فرنيه أو سومونو. هذا الأخير موجود مارس 1915 في المؤتمر الدولي للمرأة الاشتراكية، التي تجتمع في برن (سويسرا)، بناء على مبادرة من كلارا زتكن، بقي وفيا لنشطاء الأممية. في 7 أغسطس 1914، ومن المتوقع أن تعمل بشكل جيد من قبل رئيس الحكومة فيفياني النساء. في المدن، التي تصنع الأسلحة في المصانع (مثل مصانع شنايدر في لو كروسو) والملقب ب «مينيسيونات». حققت المرأة في أربع سنوات 300 مليون القذائف وأكثر من 6 مليارات خراطيش . الآن، والنساء أيضا تسليم البريد، ورعاية من المهام الإدارية ومركبات النقل الرصاص. يوم 3 يونيو، ومن المسلم 1915 السلطة الأبوية في غياب-قال الأب. بالإضافة إلى ذلك، حشد بدل للنساء ومن المقرر. على سبيل المثال، في با-دو-كاليه، والتخصيص الرئيسي 1.25 فرنك (1.50 زيادة 4 أغسطس 1917)، بزيادة قدرها 0.50ف في عام 1914، وجلبت إلى 1ف في 4 أغسطس 1917) يدفع للمرأة المجندين. تم فحص 171 253 الطلبات المقدمة من اللجان الكانتونات إلى 31 يوليو 1918، لأكثر من 115 000 مستفيد المحدد، على حساب شهري قدره حوالي 6 ملايين فرنك سويسري من 2 أغسطس 1914 إلى 21 يوليو1918. ويعمل الحرب وحركات أخرى التضامن إكمال النظام. في المناطق الريفية والنساء يخطون في الزراعة. العديد من النساء الشابات الانخراط والممرضات، وحضور الأطباء التي تعمل في ميدان المعركة. بعضها غود موزارد الحرب: يكتبون خطابات التشجيع وإرسال حزم للجنود، التي يواجهونها في بعض الأحيان في الأذونات الخاصة بهم. مع الحرب العظمى، والمرأة وبالتالي اتخاذ الخطوات الأولى على طريق التحرر. ولكن بالنسبة للكثيرين، بعد الحرب كان على العودة إلى القيم العادية والتقليدية. في عام1921، كانت النساء العاملات في فرنسا لا يزيد عديدة قبل 1914. بعض، ومع ذلك، قد وصلت إلى مستوى جديد من المسؤولية. كما أصبح ما يقرب من 700,000 أرامل الحرب أرباب الأسر. خلافا لغيرها من البلدان، مثل ألمانيا والولايات المتحدة وتركيا، والنساء لا يحصلون على حق التصويت في فرنسا. الحركة النسوية، تجاهلها من قبل جوريس في تاريخ الاشتراكية له من الثورة الفرنسية، والتي تنفق من قبل بعض المؤرخين مع التاريخ العام لالنسوية (1921) ليون أبانسور أو النساء خلال الثورة (1931) جين بوفييه. في عام 1916، ويقترح النائب موريس بارس لإعطاء صوت للأرامل وأمهات الجنود القتلى خلال الحرب العظمى: دعا مشروعه في «الاقتراع من بين الأموات».

## عمل المنادي بمنح المرأة حق الإ نتخاب

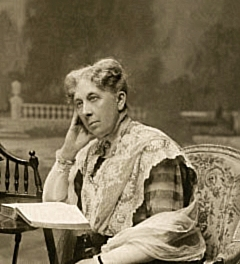
مارغريت دي ويت-شلمبرجير.

نظمت في عدة جمعيات، كبيرة أحيانا، حركة الاقتراع الفرنسية لا يصل إلى أبعاد نظيرتها البريطانية. يترددون في اللجوء إلى العمل المباشر، فإنه لا تعتمد أساليب الراديكالية التي جعلت من الشهرة من «المطالبات بحق اقتراع المرأة» في المملكة المتحدة. التوجه الاصلاحي الرئيسي اثنين من المنظمات التي تقود النضال من أجل حق المرأة في الانتخاب والاتحاد الفرنسي للمرأة حق الاقتراع (UFSF) التي تم إنشاؤها في باريس في عام 1909 وإخراج 1924-1946 من قبل سيسيل برونشفيك، والجامعة الفرنسية عن حق المرأة بقيادة ماريا فيرونا. هذين الاتحادات النسوية كبيرة، تتكون أساسا من النساء من البرجوازية الباريسية، تسعى إلى توسيع شبكة من المؤيدين في المنظمات السياسية من الذكور وخاصة في المحافظات حيث موقعها هو أقل أهمية. الاجتماعات، التي نظمت في قاعات ومدارس المدينة، وهي الأداة الرئيسية للدعاية التي تؤثر أساسا على الطبقات المتوسطة والعليا، والأعيان المحليين. يتم تجنيد المتحدثين أساسا بين المحامين ودراية بالفعل إلى التحدث أمام الجمهور. الشكل الأكثر خبرة من خلال ورش العمل التي تعلم فن الخطابة وصقل الخطاب المنادي بمنح المرأة حق الإ قتراع. ويرى البعض أن هذه أساليب العمل غير كافية للوصول إلى جمهور أوسع، والتي لا تستطيع الوصول إلى «أفكار جديدة» فيما يتعلق بالمرأة. حتى مارثا براي تنظيم في 1926 بجولة في فرنسا التي تهدف المنادي بمنح المرأة حق الإ قتراع «الأسواق العامة والمزارع والبلدان الصغيرة، المتواضع في كلمة واحدة.» بعض المنظمات، مثل المجلس الوطني للمرأة الفرنسية، وإجراء حملة الشام من خلال تقديم المرشحين للانتخابات المحلية في عام 1925 في باريس (المرشحين 80، 10 هي «انتخاب» ولكن تم إبطال أصواتهم بسرعة. نشطاء آخرين مثل جين نيمو في باريس، وذلك باستخدام الرجال الأمامي للوقوف في الانتخابات وبصورة غير مباشرة تجرى في الاجتماعات الانتخابية. قدرة الاتحادات كبيرة تسمح لهم القيام بحملات واسعة النطاق للانتخابات البلدية لعام 1929، وUFSF وتوزع مليوني النشرات والملصقات 50,000 في جميع أنحاء البلاد. ومع ذلك، فإن هذه الانتخابات نفسها، والحزب الشيوعي النساء في المناصب الذين يتم انتخابهم على قوائمها من ضواحي باريس: انتخاب النساء، تخدم بشكل جيد، ولكن ألغي انتخابهم بسرعة عن طريق المحاكم المعنية. في عام 1920، عندما المعارضة إلى نتائج الإجهاض في الحظر القانوني للدفاع، يمكن للمرأة أن الانضمام إلى نقابة دون استشارة أزواجهن. رمز 1939 الأسرة لا تزال تدين الإجهاض. النسوية مادلين بلاتير، والتي تتم من قبل المحامي، مسجون. وقد أنشئ مكافأة عند الولادة الأولى. ومع ذلك، المنظمات النسوية هي عموما ليست مواتية للإجهاض وتحية لقوانين 1920 و 1923. ومن المقرر مظاهرات في الشوارع بحذر ولم تصل إلى نسب قادرة على الإخلال بالنظام العام. أحيانا نشطاء يتجلى بالسيارة أو على العربات، ملوحين بلافتات. وأثارت هذه أساليب العمل في رد فعل فوري من السلطات التي تعارض عقد المظاهرات وبانتظام تنفيذ الاعتقالات. مجلس الشيوخ الدائمة لا يزال يتسبب في ردود الفعل الأكثر جرأة. الاضطرابات تتزايد في العام 1928 عندما رفض مجلس الشيوخ للنظر في مشروع القانون الذي أقره مجلس الأمة. نشطاء يحملون لافتات مع عدد نادرا ما يتجاوز العشرة، ومع ذلك، وجعل القدم رافعة في حدائق لوكسمبورغ في كل دورة جديدة. يتم القبض عليهم بانتظام واقتيد إلى مركز الشرطة. في عام 1932، توقف جين فالبوت مرتين، في يناير وفبراير، اجتماعا لمجلس الشيوخ رمي منشورات في الساحة والاندماج مع أحد المقاعد. في عام 1934، يحاول الصحفي لويز فايس لتجديد ذخيرة العمل النسوي بالاعتماد على المطالبات بحق اقتراع المرأة البريطانية. علامته التجارية هي عمل رائعة للصحافة، في الأحداث الرياضية الكبرى أو الانتخابات. ولكن النشاط قصير الأجل: في يوليو 1936، وتقاعد من «مرحلة المنادي بمنح المرأة حق الإ قتراع.» الحجج الكونية وضعت منذ فترة طويلة ومتعب بالفعل قبل عام 1914 لا تزال على أرضية مشتركة من الخطاب المنادي بمنح المرأة حق الإ قتراع. فهي تعتمد على التقليد الجمهوري وحقوق الإنسان لتبرير ظهور الاقتراع «عالمية حقا» لن يستبعد نصف من الحقوق السياسية الإنسانية. الحجج (differentialist) النوع لكن اكتساب الأرض خلال هذه الفترة. وهكذا تقدم فكرة أن المرأة، والتصويت، سوف تكون قادرة على فرض وجهات نظرهم وصفات تنسب عادة لهم لتحسين أداء المؤسسات أو عن طريق المواعظ أو الالتفات «مشكلات التعليم والنظافة والصحة والرعاية الاجتماعية والإسكان ...». أحزاب اليسار هي المعنية، لأنها مشتركة جزئيا بين الدفاع عن تحررها وخطر النساء الناخبين الإمكانات المناسبة. من 13 يوليو 1919، دعا البابا بندكتس الخامس عشر لإدخال حق الاقتراع للمرأة، من خلال المسيحي الانسانيه بقدر ما هو سلاح الاعتقاد بأن النساء أكثر ميلا إلى التقوى والكاثوليكية واصوات المحافظين. وهكذا، نزع فتيل (SFIO) الموقف الرسمي الأممية الثانية، أوضح بشكل خاص من الشيوعية الألمانية كلارا زتكن في عام 1907، والمؤتمر الدولي الأول للمرأة الاشتراكية، الذي عقد في شتوتغارت (الإمبراطورية الألمانية)، التي تنص على أنه: «ينبغي للنساء الاشتراكيات لا حليف النسوية البرجوازية»، مما يشكل قطيعة مع تلك وقالت انها تعتقد آلت إلى أطراف أخرى كأعضاء الأممية. ولكن موقف الكنيسة الكاثوليكية يحدث فارقا، منذ ذلك الحين، من قبل الجمعيات، انها نجحت في جمع عدد كبير من النساء، عن طريق أندريه بيتيلار الاتحاد المؤنث المدني والاتحاد الوطني للتصويت النساء مدام ليفير، شوتار. في عام 1939، والرابطة الأخيرة لديها 100,000 عضوا. كوّن مزيد من التقدم في فترة ما نحو تحقيق المساواة بين الرجل والمرأة، كما انضمامها إلى غرف للشركات والنقابات ونفس أجر الرجل عن المعلمين (1919) وبوستيار (1939). «يتم إنشاء البكالوريوس إناث في عام 1919]]. في عام 1924، فإنه يختلف أكثر من ذلك من الرجال».

## البرلمان والحكومة

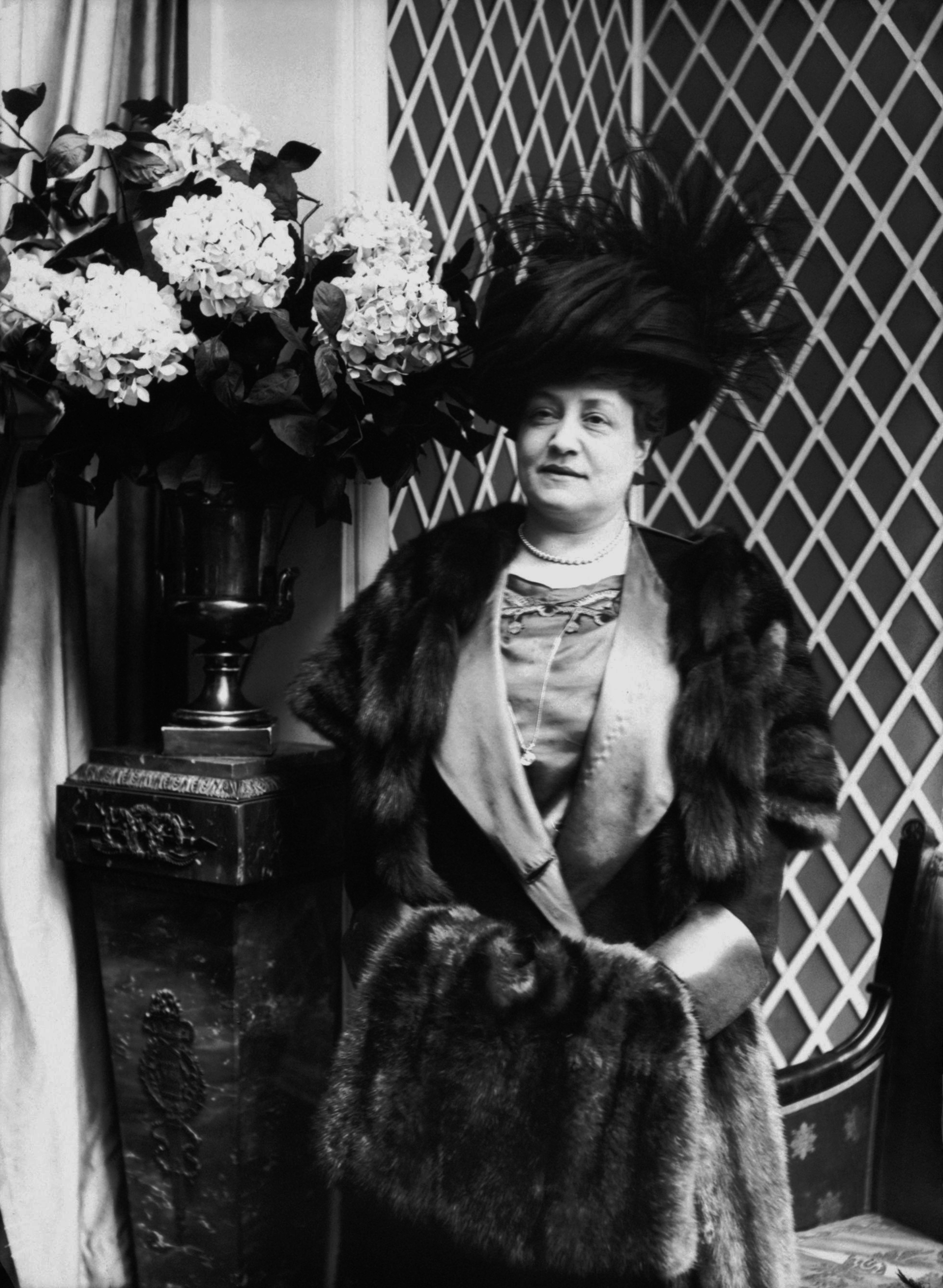
مارغريت دوراند في عام 1910.

النسويات الإصلاحية تسعى إلى فرض موضوع التصويت للمرأة على جدول الأعمال السياسي، وزراعة علاقات أنهم كانوا قادرين على جعل مع الرجال الذين يدعمون قضيتهم في الأحزاب السياسية. الانتخابات هي فرصة لتقديم وجهة نظرهم. المرأة تصوت منذ عام 1917 في الاتحاد السوفياتي في عام 1918 في المملكة المتحدة (من 30 عاما)، في عام 1919 في ألمانيا و1920 في الولايات المتحدة. في عام 1906 بالفعل، قدم النائب بول ديسوسوا مشروع قانون أول عضو الخاص إلى الاعتراف بحق المرأة في التصويت بدءا من الانتخابات المحلية. في عام 1919، النسويات الفرنسية ناجحة في الحصول على اتفاق من حيث المبدأ من جميع الأطراف على منح المرأة حق التصويت، مع استثناء من العمل الفرنسي. والاتفاق تظل حبرا على ورق. بأغلبية كبيرة (329 و 95 ضد)، صدر الاقتراع النسائية من قبل مجلس النواب، 20 مايو 1919. وفي 21 نوفمبر 1922، بأغلبية 156 صوتا ضد 134، رفض مجلس الشيوخ للنظر في هذا الاقتراح قانون. منذ تأسيسها في عام 1920، بعد المؤتمر من الجولات، والحزب الشيوعي الفرنسي يقبل الناشطين في قسم للنساء، ولكن يتناقص عددهم بسرعة: يلاحظ سيلفي الوصيفة مؤرخ أنه «مع بولشوفيساتيو في إخلاء استقالات قريبا بسبب هذا كومبانيوناج قصيرة». في عام 1924، والحزب الراديكالي تقبل النساء في صفوفها (بما في ذلك على سبيل المثال مارسيل كريمر-باخ) ولكن للمفارقة هو حزب الأغلبية في مجلس الشيوخ أنتيكلزريكاليسوم لكن نرى أنه سيكون من الجيد أن يعطى حق التصويت للنساء تصويت التي قال انهم لن بالضرورة للأحزاب التوجه الكاثوليكية. يتضمن مارغريت دوراند أيضا الحزب الجمهوري الاشتراكي، شابفي وبوانسو الحزب الديمقراطي الشعبي جيرمان. مؤرخ، ومع ذلك، يجدر بنا أن نتذكر أن هذه العضوية، لهؤلاء النساء، «وضع مخمد خطير على الحركة النسوية منها». بعض السياسيين (بما في ذلك 440 أعضاء في عام 1923) النظر في وضع مبدأ التصويت الأسرة. وتمت الموافقة على القانون الجديد المقترح بشأن التصويت للمرأة في الانتخابات المحلية من قبل مجلس النواب في أبريل نيسان عام 1925. واعتمد القرار التشريعي 12 يوليو 1927، والتي «تدعو الحكومة إلى الإسراع، أمام مجلس الشيوخ، مناقشة مشروع القانون الذي أقره مجلس النواب لمنح المرأة حق التصويت في الانتخابات البلدية». تجديد 31 مارس 1931 وعام 1935، ولكن مجلس الشيوخ ما زالت ترفض وضع هذا الجدل إلى جدول الأعمال. ويحدث الشيء نفسه في يونيو 1936 ويوليو 1936، ولكن فشلت الحكومة ومجلس الشيوخ حتى لا مسجل صوت النص على جدول الأعمال. بعد أزمة عام 1929 ونتائجه والمطالب النسوية وأصداء هم أقل وضوحا: نحن نفضل وحجز الوظائف المتبقية للرجال والتركيز على الضروريات.

## الجبهة الشعبية: المرأة تدخل الحكومة
عندما الجبهة الشعبية، في 5 يونيو 1936، رئيس مجلس بلوم يعين أول حكومة في موقف ثلاث نساء أمناء الدولة: سيسيل برونشفيك إلى التربية الوطنية، سوزان لاكور حماية الأطفال وايرين البحث العلمي جوليو كوري. تبقى الأولين في هذا المنصب حتى 21 يونيو 1937، وكان آخر بعد أن استقال بعد ثلاثة أشهر من تعيينه لأسباب صحية. هذا صحيح بشكل خاص لإرضاء النسويات، بلوم الذي رفض أخيرا للمساعدة في وضع الضغط على البيت بسبب تحالفها مع الحزب الراديكالي؛ انها ليست بمنأى عن بعض النسويات كما بالإحباط لويز فايس، والتخلي عن قتالهم الوقت. في الواقع، وثلاثة أعضاء من الحكومة محدودة: لا يقع التصويت في مجلس الوزراء والوزير المسؤول لكل منها تبعية قوية. في عام 1938، والأهلية القانونية للمرأة المتزوجة، في المكان منذ عام 1804، ألغيت والنساء يمكنهن أن يخدمن الآن في الجيش الفرنسي.

## نظام فيشي
في ظل نظام فيشي (فرنسا الفيشية)، يتم تعيين النساء بشكل واضح لدور ربات البيوت والأمهات النسخ. ومع ذلك، فإن الدولة تعتبر هذه الإجراءات أنها «محور وعودة إلى القيم العائلية التقليدية.» في مصلحة سياسة سكانية جديدة، يتم تكريم أمهات الأسر الكبيرة: المارشال فيليب بيتان هو في الواقع الراعي الرسمي لأسر 15 طفلا، الذي كان يرسل الهدايا («صورة والفضة تمبل المعدنية») . على الرغم من أن هناك مجموعة منفصلة أمهات اليوم منذ عام 1928، ونظام فيشي يتطور بقوة، كل الأحد الأخير من مايو، حول الجماهير المنظمة لهذه المناسبة وكذلك كلمة لرئيس الدولة وتوزيع ميداليات لأمهات لديهن عدد كبير من الأطفال (عشرة أطفال تتوافق مع ميدالية ذهبية).

## الجمهورية الرابعة والخامسة

### الحصول على حق التصويت
أقامت فرنسا الحرة في الجزائر منذ 17 سبتمبر 1943، أصدر المجلس الاستشاري المؤقت الذي لا ينتخب ولكن عين، ودعا «المندوبين» أعضاء. امرأة تنتمي، مارثا سمرد، الذي يجلس على 20 أكتوبر 1943 إلى 25 يوليو 1944 (لوسي اوبراك، ودعا لكنه كان غير قادر على التحرك في الجزائر، سيتم استبدال من قبل زوجها ريمون اوبراك). بحيث من 7 نوفمبر 1944، مجلس الشورى استنادا الآن في باريس، 16 امرأة هي جزء من هذا التجمع الجديد لوسي اوبراك، مادلين براون، جيلبرت بروسولات، ماري كوات، كلير دافاروى، أندريه-ديفار أبولكار، أليس ديلوناي، مارثا دالفيمو، آني هيرفيه، ماري هيلين لوفوشو ماتيلد غابرييل بيري، بولين رامارك، مارثا سمرد، ماري كلود فيلان-كوتورييه، ماريان بستان وأندريه فيينو. المادة 17 من مرسوم 21 أبريل 1944 يمنح حق التصويت للنساء: بعد مناقشة برلمانية مريرة في مجلس الشورى من الجزائر العاصمة، وخصوصا عندما يتعلق الأمر الجنرال ديغول «، من كسر مع الجمهورية الثالثة مكروه، ليثبت للالتزام حلفائها للديمقراطية وبلا شك لمواجهة زحف الشيوعيين». يصوتوا لأول مرة في الانتخابات البلدية في أبريل 1945، للانتخابات الكانتونات الثانية في سبتمبر 1945 (والذي يتم انتخاب أعضاء المجالس الإقليمية 39)؛ الانتخابات الوطنية الأولى التي تشارك فيها هي الانتخابات البرلمانية في أكتوبر 1945 (أصبحت 33 امرأة النواب و 16 من الحزب الشيوعي الفرنسي، (SFIO) 6، 8 (MRP)، وهو جمهوري والاتحاد قوي، الجمهورية الشعبية والفلاحين والاتحاد الجمهوري): رغم عدم وجود «صوت المرأة»، هناك ميل للتحرك نحو 67 MRP. هناك 6 نساء و 1 024 رجل من بين صحابة تحرير. دستور 27 أكتوبر 1946 ينص على المساواة بين الرجل والمرأة في ديباجته: «يضمن القانون للمرأة، في جميع المجالات، حقوق مساوية لحقوق الرجال». إذا كان التصويت الفرنسي للنساء تصل متأخرة بالمقارنة مع الدول الأوروبية الأخرى، فإنه لا يزال أكثر من 5٪ من النواب المنتخبين في الانتخابات التشريعية الأولى، فرنسا واحدة من أكثر البرلمانات تأنيث وقته، بالمقارنة مع بعض الجمعيات الوطنية من الدول الاسكندنافية. يمكن للمرأة أيضا الوصول إلى القضاء والدعارة تنظيم محظور في نهاية المطاف. في عام 1948، يعترف الإعلان العالمي لحقوق الإنسان المساواة بين الجنسين.

### انضمام النساء إلى مراكز السلطة

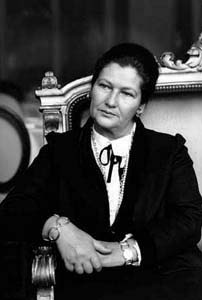
سيمون فيل، وزيرة الصحة بين عامي 1974 و 1979 وبين عامي 1993 و 1995.

أندريه فيينو هي أول امرأة عضو حكومة الجمهورية الفرنسية الرابعة، وكيل وزارة الدولة لشؤون الشباب والرياضة، في حكومة جورج بيدو الأولى: بيقيت على حالها حتى 18 ديسمبر 1946 إلى 16 يناير 1947. بين 24 نوفمبر 1947 و 19 يوليو جيرمين بوانسو-شابي، وزير الصحة العامة والسكان في شومان الحكومة الأولى هي أول خدمة كاملة وزيرة، واحد فقط في الجمهورية الرابعة. أي امرأة في الحكومة حتى عام 1957، عندما أصبحت جاكلين توم-باتنوتر وكيل وزارة الدولة لشؤون الإعمار والإسكان في حكومة بورجيه بين 17 يونيو و 6 نوفمبر، 1957. تحت قيادة الرئيس شارل ديغول، تدخل امرأتان فقط الحكومة، نفيسة سيد كارا 1959-1962 وزيرا للدولة للجزائر الاجتماعية ومريم المجدلية ديانوش من سنة 1968 وزير الدولة التعليم والشؤون الاجتماعية. هذا هو الرئيس فاليري جيسكار ديستان الذي يبدأ أول تغيير. في تصوره للسياسة، فمن الحديثة والتي حملته الانتخابية، وقال انه يسمع مطالب المرأة وبتعيين نساء وزيرات، وسيمون فيل للصحة، أو رئيس المؤسسات (كما جاكلين بودريي الرئيس التنفيذي لراديو فرنسا)؛ لديهم تمييز بالانتماء إلى المجتمع المدني، في حين فرانسوا ميتران، خلال فترة ولايته الأولى كرئيس، سوف (في البداية على الأقل)، والمزيد من استخدام الأرض أن السياسيين التكنوقراط (مثل إنارك سيجولين رويال كمستشار). لاحظ أنه باستثناء جيزيل حليمي وآن زيلانسكي، العديد من النسويات لا يدافع عن وصول المرأة إلى هذه المناصب، مما طيب خاطر إلى اليسار المتطرف ورفض السير في اتجاه السياسة البرلمانية والإدارات. في عام 1974 تم إنشاء وزارة دولة لشؤون المرأة، احتلت جيرو بين يوليو 1974 وأغسطس 1976 في حكومة شيراك الأولى، حيث أطلقت «مائة وواحد تدابير» لصالح المرأة (حقوق تطوير تملك المرأة، ومكافحة التمييز، وفتح ما يسمى مهن الذكور، وما إلى ذلك). في عام 1981، أنشأت وزارة لحقوق المرأة، احتلت إيفيت رودي. 1986 المنشور الذي نشر في الجريدة الرسمية يوصي تأنيث أسماء ورتب التجارة.

### المطالبات الجديدة
قانون 13 أبريل 1946 (أو «مارثا ريتشارد القانون») ينص على إغلاق بيوت الدعارة. في عام 1949، والثانية الجنس سيمون دي بوفوار يسلط الضوء على عدم المساواة بين الجنسين. النضال من أجل حقوق المرأة ينمو بعد 68 مايو، لتصبح واحدة من الأدوات الرئيسية للثورة الجنسية. وبالتالي، فإن النضال من أجل الحق في منع الحمل (قانون نويفيرت 1967) والإجهاض (بوبيني محاكمة في عام 1972 جيزيل حليمي يدافع ويحصل على الإفراج عن قاصر، ماري كلير شوفالييه الذي تم إحباط بعد التعرض للاغتصاب، حركة مؤسسة حرية الإجهاض ومنع الحمل (MLAC) في عام 1973 بيان من 343، قانون الحجاب 1975والذي يسمح لمدة 5 سنوات على الإجهاض، وهذا الترخيص المؤقت لا علامة نهاية التعبئة) يتم عن طريق المجموعات المختلفة، بما في ذلك على وجه الخصوص حركة الفرنسية لتنظيم الأسرة، التي تأسست في عام 1960 ويعمل بالتعاون مع CFDT - النقابات بداية لتكريس نفسها على هذه الأسئلة - وحركة تحرير المرأة (الصندوق المتعدد الأطراف). في عام 1956، إيفلين سيلورو، ماري أندريه ويل هالي لاقوا والدكتور بيير سيمون، التي تأسست حركة سعيد الأمومة، والتي أصبحت في عام 1960 لتنظيم الأسرة. وفقا لقانون 13 يوليو 1965، يمكن للمرأة المتزوجة التصرف الحر بممتلكاته. في 26 أغسطس 1970 عقد مظاهرة تحت قوس النصر في باريس؛ ووضع اكليلا من الزهور على «امرأة الجندي المجهول». يبدو حركة تحرير المرأة (الصندوق المتعدد الأطراف) في الأماكن العامة. في 4 يونيو 1970، والأمهات تصبح رب الأسرة وكذلك الآباء. الفعل القانوني ينص على أن «كل من الزوجين معا ضمان الاتجاه المعنوي والمادي للأسرة.» بعد عام 1975، والمرأة لم تعد تخاطر ثلاث سنوات في السجن بتهمة الزنا. أيضا، تعلن الأمم المتحدة 1975 «عام المرأة» (84). أما بالنسبة للأولاد، وهو قانون من عام 1975 خفضت سن الرشد من الفتيات 21-18 سنة. قانون 11 يوليو 1975، أدخلت إعادة الطلاق بالتراضي، أبارتي عابرة أثناء ثورة 1789 ويزيل 36 جريمة . في عام 1982، 8 مارس رسميا في فرنسا يوم المرأة. قانون رودي من 13 يوليو 1983 ينص على المساواة المهنية جنائيا بين الرجال والنساء؛ ومما يعزز ذلك من قبل القانون (loi génisson) من 9 مايو 2001. والتعميم المؤرخ في 11 مارس 1986 دعا إلى تأنيث أسماء الأعمال وظيفة، وبعد عمل لجنة تشكل بقرار من الوزير إيفيت رودي. في يوليو 1992، هيلين كارير دانكوس، سيمون فيل وفرانسواز غاسبار الكتابة إلى فرانسوا ميتران وطلبت منه أن قوة الأشياء على المرأة أن يسمح لهم بالدخول إلى البانتيون (صوفي ترتيل دفنت هناك منذ عام 1907، ولكن فقط كزوجة مارسيلين)؛ يتم ذلك في عام 1995 مع دخول رماد فيزيائي ماري كوري. في 11 أكتوبر عام1993، ونشرت مقالا في صحيفة لوموند، تحت عنوان «بيان من 577» (عدد أعضاء) من قبل الرجال والنساء المثقفين الذين يسعون للتكافؤ في المجالس المحلية والوطنية.

### التحدي المتمثل في المساواة
في عام 1957، أعلنت معاهدة روما شرط ست دول الأعضاء لضمان المساواة في الأجور بين الرجال والنساء. في 18 نوفمبر 1982، رفض المجلس الدستوري لتقديم حصة 25٪ من النساء في قوائم الانتخابات البلدية من المرشحين (في الواقع، فإن وجود 75٪ من المرشحين من نفس الجنس): كان الدافع وراء رفض بعض من مبدأ المساواة الجمهورية، قانون التكافؤ التي للمفارقة، لم تذعن. في 19 أكتوبر، يتم إنشاء 1995 المرصد التكافؤ، الذي يدرس عدم المساواة بين الجنسين. التشريع على المساواة في استطلاعات الرأي «القوائم» يأخذ شكل من سنة 2000 في قانون دستوري سن 8 يوليو 1999 بتعديل المادة 4 «تفضل قانون تكافؤ فرص حصول النساء والرجال في ولايات الانتخابية وظائف الانتخابية» والمادة 4«الأحزاب السياسية وجماعات تسهم في تنفيذ هذا المبدأ». واعتمد القانون الأول يسمى «التكافؤ»، على الرغم من عدم وجود الكلمة في النص 6 يونيو 2000 ويلزم الأحزاب السياسية أن تدرج في قوائم مرشحيها لنفس العدد من الرجال والنساء في ألم العقوبات المالية. اكتمال هذا القانون 31 يناير 2007 مع شرط لأطراف بالتناوب على قوائم مرشحيها من كلا الجنسين في وضع "ABAB" أو "AB" إلى صناديق الاقتراع مع مرشح واحد فقط ونائبه تحت عقوبة حتى غرامات مالية ثقيلة. كان يتعلق بالانتخابات البلدية في البلديات مع أكثر من 3500 نسمة. يتطلب قانون عام 2007 أيضا إنشاء التكافؤ في هذه المجالس البلدية والمجالس الإقليمية. واحدة القانون الماضي، اعتمد 16 ديسمبر 2010 على أن «التمويل العام يأخذ بعين الاعتبار احترام المساواة في الانتخابات المحلية (في عام 2014)». في عام 2005، وفرنسا هي 85 أكبر بلد في تمثيل المرأة في البرلمان (21 من أصل 25 في أوروبا). منذ الانتخابات البرلمانية الأخيرة في 2007، فرنسا هي في جميع أنحاء العالم ال58 وال13 التي أوروبا لتمثيل المرأة في البرلمان. بعد انتخابات مجلس الشيوخ الأخيرة في سبتمبر 2008، ارتفعت نسبة النساء من أعضاء مجلس الشيوخ ست نقاط عن، من 16٪ إلى 22٪. البرلمان (الجمعية الوطنية ومجلس الشيوخ) لديها الآن ما يقرب من 20٪ من النساء المنتخبات. في عام 2012 حكومة جان مارك أيرولت (PS)، رئيس الوزراء الفرنسي فرانسوا هولاند، هو أول من الاحترام التام بين الجنسين. في تلك السنة، فرنسا هي ترتيب الأوروبي 9TH من البلدان لتمثيل المرأة في البرلمان. منذ الانتخابات البرلمانية، أن الجمعية الوطنية 155 النائبات، أو 27٪ من المنتخب، وهو ما يمثل زيادة قدرها 33٪ مقارنة مع الفترة السابقة التي كانت 116 النائبات، حتى إذا تماثل لم يكتسب بعد. بعد انتخابات مجلس الشيوخ الأخيرة في سبتمبر 2011، ولكن ظلت النسبة المئوية للنساء في مجلس الشيوخ هي نفسها كما في انتخابات عام 2008، 22٪. البرلمان (الجمعية الوطنية ومجلس الشيوخ معا) لديها الآن 25٪ من النساء المنتخبات. في نفس العام في باريس، بتحريض من الفنون التطبيقية جوليا موزون، ومنتدى «المرأة والسلطة»، مؤتمر السياسيين الذي يجمع لأول مرة انتخب من جميع أنحاء فرنسا، من أجل «تشجيع وإلهام النساء في الحياة السياسية». في عام 2013، تم تغيير طريقة الانتخابات للانتخابات الكانتونات لعام 2015 المواعيد التالية: من أجل إقامة التكافؤ في مجالس المقاطعات (المستشار العام السابق)، وسيتألف كل تطبيق ثنائي مؤهلة بين الذكور والإناث معا، والآن في تصويت الأغلبية في جولتين بينومينال.

## رؤساء البلديات وأعضاء المجالس البلدية للمرأة منذ عام 1947
تطور نسبة النساء رؤساء البلديات وأعضاء المجالس من الانتخابات البلدية 1947.
| سنة                     | 1947  | 1953  | 1959  | 1965  | 1971  | 1977  | 1983 | 1989   | 1995   | 2001   | 2008   |
| النساء رؤساء البلديات % | 0,7 % | 0,8 % | 1 %   | 1,1 % | 1,8 % | 2,8 % | 4 %  | 5,5 %  | 7,5 %  | 10,9 % | 13,9 % |
| من المجالس %            | 3,1 % | 2,9 % | 2,4 % | 2,4 % | 4,4 % | 8,3 % | 14 % | 17,2 % | 21,7 % | 33 %   | 34,8 % |